# فيروز (مغنية)
نُهاد وديع حداد وتعرف باسمها الفنّي فَيروز (مواليد 21 نوفمبر 1935)، مطربة ومغنية وممثلة لبنانية. تعد من أقدم فنّاني العالم ومن الجيل الذهبي للمسرح والموسيقى في لبنان ومن أشهر الأصوات العربية، لاقت أعمالها الفنية رواجًا واسعًا في العالم العربي والغربي، لُقبت في لبنان بـ (العمود السابع لبعلبك).
ولدت عام 1935 في قضاء الشوف بجبل لبنان وكانت الطفلة الأولى للعائلة، نشأت في حارة زقاق البلاط في الحي القديم القريب من العاصمة اللبنانية بيروت، عمل والدها في مطبعة الجريدة اللبنانية لوريون لوجور، أما والدتها فتوفيت عام 1961 عن عمر يناهز 45 عامًا وهو ذات اليوم الذي سجلت فيه فيرُوز أغنية (يا جارة الوادي)
أحبت الغناء منذ صغرها وأظهرت ميولًا فنية في عمر مبكر، وفي إحدى الحفلات المدرسية عام 1947 التقى محمد فليفل بالطفلة «نهاد حداد» وكان عمرها آنذاك أربع عشر عامًا وأعجب جدًا بصوتها، وكان له الفضل لتشارك كمؤدية في كورس الإذاعة، انضمت نهاد إلى فرقة الإذاعة الوطنية اللبنانية بعد دخولها المعهد بشهور قليلة، وبعد أربع سنوات من الدراسة في المعهد، نجحت أمام لجنة فحص الأصوات المؤلفة من حليم الرومي ونقولا المني وخالد أبو النصر. كانت النقلة الكبيرة لها عندما قدم لها حليم الرومي (الذي أطلق عليها اسم فَيروز) ألحانًا لأول أغانيها لقت صدىً واسعًا في الإذاعات العربية تلك الفترة مثل أغنية (يا حمام يا مروح) وأغنية (بحبك مهما أشوف منك) عام 1952.
تعرفت فيروز في بداية الخمسينيّات على الأخوين رحباني اللذين بدأت معهما مشوار طويل ومثمر من التعاون الفني تمثل في المئات من الأغاني والعديد من المسرحيات الغنائية التي وصل عددها إلى 800 أغنية وثلاثة أفلام وأربعمائة ألبوم خلال فترة زمنية امتدت لثلاثة عقود وأبدعت في الموشحات الأندلسية والمواويل والعتابات. سطع نجم فيروز ومعها الأخوان رحباني بعد مشاركتهم في مهرجان بعلبك لأول مرة عام 1957، وتوالت بعدها المهرجانات من بعلبك إلى دمشق إلى مسرح البيكاديلي.
قدمت فيروز المئات من الأغاني التي تميزت بقصر المدة الزمنية والتصاقها بقوة المضمون، وغنت للحب وللأطفال وللوطنية وللحزن والفرح والأم والوطن، قدمت هذه الأغاني ضمن عدد من المسرحيات التي ألفها ولحنها الأخوان رحباني تنوعت مواضيعها بين النقد السياسي والاجتماعي وتمجيد الشعب والبطولة والتاريخ العريق والحب على تنوعه. تعاونت فيروز مع عدد من الملحنين مثل فيلمون وهبي ومحمد عبد الوهاب وإلياس الرحباني ومحمد محسن وزكي ناصيف. تأثيرها الكبير على الشعوب وعلى الموسيقى العربية المعاصرة أكسبها لقب (السفيرة إلى النجوم) و (جارة القمر).
غنت فيروز للحب والحياة البسيطة ولوطنها لبنان والقضية الفلسطينية، وأحيت العديد من الحفلات في العديد من المدن العربية والعالمية، وبمناسبة أحد عروضها في المغرب، استقبلها الملك الحسن الثاني ملك المغرب شخصيًا في المطار. مُنحت في كثير من الأحيان مفاتيح المدن التي كانت تؤدي فيها. خلال حفلتها الموسيقية في لاس فيغاس عام 1999، أعلن عمدة المدينة رسميًا يوم 15 مايو 1999 (يوم فيروز).
توقف زوجها عاصي الرحباني عن التلحين واعتزل العمل الفني بعد مرضه وهو الذي رافقها في مسيرتها الغنائية منذ بدايتها، ثم حدث الانفصال بين الأخوان الرحباني وفيروز بعد مسيرة عمل مشتركة امتدت لعقود. أطلقت فيروز أول البوم غنائي لها دون الأخوين رحباني عام 1980 وكان بعنوان (دهب أيلول)، وأكملت مسيرتها الفنية مع ابنها زياد الرحباني وأصدرا معًا 6 ألبومات كان أخرها (ببالي) في عام 2017، وتعاونت أيضًا مع ابنتها ريما في أعمال غنائية أخرى وأفلام وثائقية.
حصلت فيروز على وسام الشرف عام 1963 والميدالية الذهبية عام 1975 من ملك الأردن الراحل الحسين بن طلال. كرمها أيضًا الرئيس الفرنسي إيمانويل ماكرون بأرفع وسام فرنسي (وسام جوقة الشرف الفرنسي) عندما زار منزلها عام 2020. نالت فيروز إعجاب رؤساء فرنسيين آخرين فقد منحها الرئيس فرانسوا ميتران وسام قائد الفنون والآداب عام 1988 ومنحها الرئيس جاك شيراك وسام فارس جوقة الشرف في عام 1998. في عام 2015 تحول منزل فيروز الذي نشأت وترعرعت فيه إلى متحف، وتأتي تلك الخطوة بعد سنوات من إدراج المبنى إلى لائحة الجرد العام للأبنية التراثية.

## حياتها

### طفولتها
ولدت نهاد في 21 نوفمبر 1935 في قضاء الشوف بجبل لبنان لعائلة سريانية أرثوذكسية فقيرة الحال وكانت الطفلة الأولى للعائلة التي أنجبت أربعة أبناء: نهاد وهدى وآمال وجوزيف. تَختلف المَصادر بالإشارة إلى تاريخِ ميلاد فيروز، إذ تؤكد أنها وُلدت في 21 نوفمبر 1935، إلا أنَّ وثيقةً غير مُعتمدة بختمٍ رسمي للسجل المدني اللبناني، تُشير أنَّ تاريخ ولادتها هو 20 نوفمبر 1935، وفي مقابلةٍ أجرتها فيروز في عام 1956، قالت بأنها من مواليد عام 1935، حيثُ يحتفل كل عام بيوم ميلادها في 21 نوفمبر ولم تعترض فيروز على ذلك.
انتقلت عائلتها إلى منزل جديد يقع في حارة زقاق البلاط في الحي القديم القريب من العاصمة اللبنانية بيروت ونشأت هناك. كان المنزل مكون من غرفة واحدة ويقع على مستوى الشارع مقابل المدرسة البطريركية في بيروت يتشارك فيه الجيران مع أمها أدوات المطبخ. عمل والدها في مطبعة الجريدة اللبنانية لوريون لوجور التي لا زالت تصدر حتى اليوم باللغة الفرنسية ببيروت. أما والدتها فهي لبنانية مسيحية مارونية تدعى ليزا البستاني من قرية (دبيّة) في قضاء الشوف، توفيت عام 1961 في نفس اليوم الذي سجلت فيه فيرُوز أغنية (يا جارة الوادي) وكان عمرها لا يتجاوز 45 عامًا.
كانت نهاد طفلة خجولة، لم تكون صداقات كثيرة في المدرسة، شديدة التعلق بجدتها، تذهب إلى منطقة الشوف لقضاء العطلة الصيفية عندها. أحبت نهاد الغناء منذ صغرها وأظهرت ميولًا فنية في عمر مبكر، وفي الكثير من ليالي الشتاء عندما يجتمع الجيران حول المدفئة كانت نهاد تفاجئ الجميع بغنائها، لم تكن أسرتها تملك المال الكافي لشراء جهاز راديو الذي كان يقتنيه عدد قليل من المحظوظين، فتجلس إلى شباك المنزل لتستمع لصوته القادم من بعيد، حاملًا أصوات أم كلثوم ومحمد عبد الوهاب وأسمهان وليلى مراد وهم من المطربين المشهورين في ذلك الوقت. كانت تستمع لأغاني ليلى مراد وأسمهان وهي تقف في الفناء الخلفي لغسل الأواني، أو تعجن عجين المرقوق (خبز الجبل اللبناني)، أو تساعد والدتها في أعمال الصباح، ولكونها الأكبر سناً كان عليها أيضًا أن تعتني بشقيقتها هدى وآمال وشقيقها جوزيف.

### الاكتشاف والشهرة

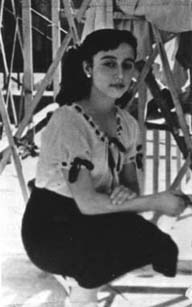
نهاد عام 1945

وضع والدها جانبًا بعض دخله الضئيل لتعليم أطفاله، لذلك تمكنت نهاد من الذهاب إلى المدرسة، حيث تم التعرف على صوتها على أنه يتمتع بجودة فريدة يمكن أنْ تحول الترانيم الوطنية العادية إلى شيء أكثر طربًا، وفي إحدى الحفلات المدرسية عام 1947 التقى محمد فليفل (أحد الأخوين فليفل اللذان لحنا النشيد الوطني السوري) بالطفلة «نهاد حداد» وكان عمرها آنذاك أربع عشر عامًا، كان محمد فليفل مدرس من المعهد الموسيقي اللبناني يبحث عن مواهب جديدة في ذلك الوقت بين أطفال المدارس لغناء الترانيم الوطنية لبثها على محطة الإذاعة اللبنانية المنشأة حديثًا وأعجب بشدة بصوت نهاد وشعر أنه توصل إلى اكتشاف حنجرة ذهبية. اعتنى الاخوان فليفل بصوت نهاد لدرجة الإيعاز لها بعدم تناول الطعام الذي يحتوي على البهارات أو الحمضيات أو أي شيء آخر ممكن أن يؤذي حبالها الصوتية، وتجنب غناء الطبقات العالية أو المقاطع التي تتطلب جهداً شديداً حفاظاً على جمال صوتها. ولعل أبرز إسهاماته هو أنه علمها ترديد آيات من القرآن وفق ما يعرف بالتجويد، وهو أسلوب صوتي للطبقات العالية في اللغة العربية الفصحى.
بذل محمد فليفل مجهوداً كبيراً في اقناع والدها لتشارك كمؤدية في كورس الإذاعة، كان والدها في البداية رافضًا بشدة أن تغني ابنته أمام العامة، لكنه وافق لاحقًا بعد أن اطمأن إلى أنها ستشارك في غناء الأغاني الوطنية فقط وبرفقة أخيها جوزيف. تعهد محمد فليفل بتحمل نفقات دراستها في المعهد الموسيقي الذي كان يترأسه آنذاك وديع صبرا ملحن النشيد الوطني اللبناني والذي رفض تقاضي أي مبلغ من نهاد لشدة إعجابه هو الآخر بصوتها وأدائها. انضمت نهاد إلى فرقة الإذاعة الوطنية اللبنانية بعد دخولها المعهد بشهور قليلة، وتذكر فيروز في أحد أحاديثها النادرة تلك الأيام فتقول "«كانت أمنيتي أن أغني في الإذاعة، وقد أخبروني أنني سوف أتقاضى مبلغ 100 ليرة (21 دولارًا) في الشهر. كانت فرحتي لا توصف، لكن في نهاية الشهر لم أكن محظوظة كفاية، بسبب خصم الضريبة»".
بعد أربع سنوات من الدراسة في المعهد؛ نجحت نهاد أمام لجنة فحص الأصوات المؤلفة من حليم الرومي ونقولا المني وخالد أبو النصر، غنت يومها أغنية (يا ديرتي) لأسمهان وأغنية (يا زهرة في خيالي) لفريد الأطرش وأعجبت اللجنة بصوتها، كانت النقلة الكبيرة لنهاد عندما قدَّم لها حليم الرومي ألحانًا لأول أغانيها لقيت صدىً واسعاً في الإذاعات العربية تلك الفترة كأغنية (تركت قلبي وطاوعت حبك) وهي أول أغنية لفيروز غنتها في الإذاعة عام 1950 ولم تُسجلها آنذاك وهي من كلمات ميشيل عوض وألحان حليم الرومي، ثم لحن لها الرومي أغنية (عاشق الورد) من كلمات محمد السباع، ثم أغنية (يا حمام يا مروح) من كلمات فتحي قورة وأغنية (بحبك مهما أشوف منك) عام 1952، غنت نهاد أغنية بصوتها من ألحان الأخوين فليفل عنوانها (لنا بلادنا)، ومن كلماتهما غنت أغنية (ميسلون) من ألحان الاخوين رحباني.

### لقاؤها بعاصي الرحباني وزواجها

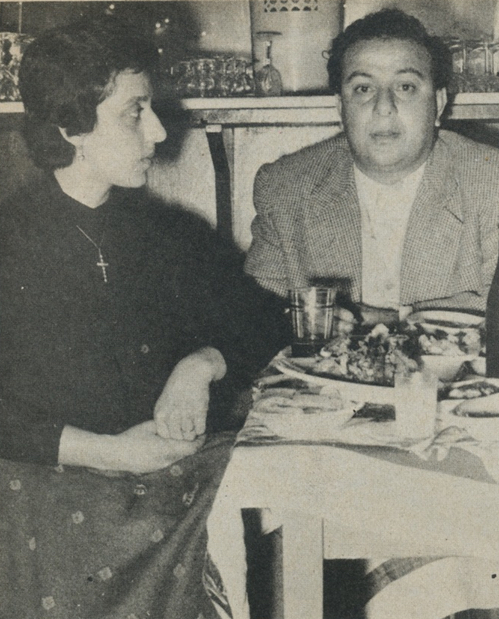
فيروز مع زوجها عاصي الرحباني عام 1955

كان للصدفة وحدها دور في التقاء نهاد بعاصي الرحباني، تقابلا للمرة الأولى عام 1950 في الإذاعة اللبنانية. كان عاصي وقتها ملحن مبتدئ يعزف على الكمان ويقدم برامجه الموسيقية في الإذاعة، استمع في اللقاء الأول لصوت نهاد وأعجب به بشدة، ثم حل اللقاء الثاني بينهما عندما طلب حليم الرومي (الذي كان يشغل منصب رئيس القسم الموسيقي في الإذاعة) من عاصي تلحين عدد من الأغنيات لنهاد، اقترح حليم الرومي على نهاد أن تتبنى الإسم الفني (فيروز) لأن صوتها يذكره بحجر الفيروز الثمين، لم تتقبل نهاد الفكرة في البداية، لكنها أخذت بنصيحته لاحقًا وغيرت إسمها إلى الأبد. يقول عاصي الرحباني عن تفاصيل اللقاء الأول الذي جمعه بفيروز:«كنت أقوم بإعداد برامج موسيقية ـ غنائية للإذاعة اللبنانية، وذات يوم دعاني زميلي الفنان حليم الرومي، وكان يشغل مركز رئيس القسم الموسيقى بالوكالة، للاستماع إلى صوت جديد، فرأيت فتاة صغيرة تحمل كتابا ومعها والدها، كما استمعت إلى صوتها الذي وصفته بـ"لا بأس"، إلا أنني آمنت أن هذه الصبية تصلح للغناء، بينما رأى أخي "منصور" كان مخالفا لرأيي، وهو عبر عنه بالقول "لا تصلح على الإطلاق للغناء الراقص"! ورغم ذلك بدأت أعلمها، فكانت في المحصلة أحسن من غنى هذا اللون "الغناء الراقص".»
في ذلك الوقت، كانت البرامج الإذاعية تُبث مباشرة على الهواء ولا تُسجل، اعتادت فيروز والملحن عاصي على الجلوس تحت شجرة بالقرب من بركة في الفناء الخلفي لاستوديو البث في أثناء انتظار دورهما. كانا غالبًا ما يتجاذبا أطراف الحديث معًا لقتل الوقت. لم تتوقع فيروز أن تصبح مغنية مستقبلاً بل كان حلمها الحقيقي أن تكون معلمة وقالت في مناسبات عديدة إنها لن تتزوج أبدًا. كانت فيروز مثال للفتاة المحافظة لكثير من الشابات اللبنانيات من صفها وعمرها، ذكر العديد من الأشخاص الذين عرفوها كيف كانوا يجدونها في كثير من الأحيان أثناء الاستراحة تصلي في مكان ما بالقرب من استوديو التسجيل.
ذات يوم قالت فيروز لعاصي بأنه لا تعجبها طريقته اهتمامه بها شخصيًا من بين العديد من الفتيات في الاستوديو، كانت فيروز لا تزال متمسكة برأيها وتصر على رفضها المتشدد لفكرة الزواج. وفي أحد أيام الربيع من عام 1953، وبينما كانا يتدربان معًا على حافة البركة نفسها وتحت نفس الشجرة، كرر عاصي عرضًا سابقًا للزواج من فيروز فأجابت هذه المرة بالقبول، وبمرور الوقت توطدت العلاقة بين فيروز وعاصي وتحولت لإعجاب ثم حب متبادل من الطرفين وجمعهما الحب والفن سويًا وأعلنا زواجهما في 23 يناير عام 1955. وصفت فيروز زواجها من عاصي بأنه: نهاية طبيعية لعلاقة طويلة بين تلميذة وأستاذها.

## مسيرتها الفنية

### عهد فيروز وعاصي الرحباني

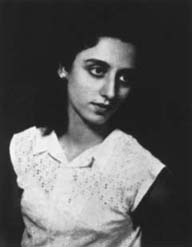
نهاد عام 1946

بعد الزواج تعاهد الاثنان على التألق والنجاح سويًا، كان تعاون فيروز مع زوجها عاصي فاتحة خير عليها وجعل منها أسطورة غناء في العالم العربي والغربي، لحّن عاصي الأغنية الأولى لفيروز وكانت بعنوان (حبذا يا غروب) من كلمات الشاعر قبلان مكرزل، ثم كانت أغنية (عتاب) و (يابا لالا). وأعقبها عدد من الأغاني المميزة توزعت على ثلاث إذاعات وهي اللبنانية والشرق الأدنى والسورية، كان عاصي يعتبر هذه الفترة من حياته الفنية صعبة للغاية، نظراً للمقاومة الشديدة التي واجهها الأخوين من قبل الموسيقيين الذين كانوا ينقضون نظرية الأغنية القصيرة، وبعد تواصل نجاحهما؛ قرر الثنائي فيروز والرحباني تأسيس المؤسسة الرحبانية الفيروزية لإنتاج الأفلام السينمائية، لتكون شاهدة على نجاحاتهم التي انطلقت عبر نافذتها.
امتلأت القنوات الإذاعية بالأغاني التي غنّتها فيروز في ذلك الوقت، وبدأت شهرتها تتخطى بلدها لبنان وتصل إلى الدول في العالم العربي. شكّل تعاون فيروز مع عاصي ومنصور الرحباني الذين يشار لهما دائما بالأخوين رحباني مرحلةً جديدةً في الموسيقى العربية، إذ مُزِجَ بين الأنماط الغربية والشرقية والألوان اللبنانية في الموسيقى والغناء، وساعد صوت فيروز ورّقته على الانتقال دائما إلى مناطق جديدة، ففي وقت كان فيه النمط الدارج هي الأغاني الطويلة إلا ان فيروز قدمت أغاني قصيرة.

### زيارة فيروز الأولى إلى مصر
زارت فيروز والأخوان رحباني مصر ثلاث مرات، كانت الأولى في فبراير عام 1955، والثانية في أكتوبر عام 1966، والثالثة في أكتوبر عام 1976، وبعد انفصال فيروز عن الأخوين رحباني فنيًّا، حضر الأخوان إلى مصر مرتين دونها، وزارت فيروز مصر مرة أخيرة عام 1989 لإحياء حفلها المعروف عند سفح الأهرام.

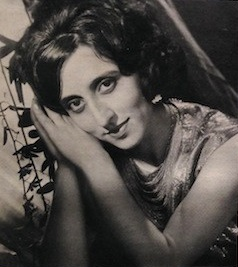
فيروز عام 1967

في 6 نوفمبر عام 1954؛ سافر وفد فني كبير من مصر إلى لبنان مكوّن من نقيب الممثلين يوسف وهبي، ومحمد رجائي مدير شركة مصر للتمثيل والسينما، ومديحة يسري ومحمود ذو الفقار وحسين صدقي وأمينة رزق، وعدد من الصحفيين المصريين على رأسهم صالح جودت. كان الهدف من الزيارة هو دعم توزيع الأفلام المصرية في دور العرض اللبنانية والعربية، بعد حدوث خسائر للمنتجين المصريين بسبب الإقبال على عرض الأفلام الإيطالية والهندية الأرخص سعرًا. أمضى الوفد يومين للدعاية والسياحة في لبنان، وفي مساء اليوم الثاني للرحلة كانوا على موعد مع سهرة مع الشابة فيروز ذات التسعة عشر عامًا والملحن عاصي الرحباني في ضيعة أنطلياس مسقط رأس الأخوين رحباني. كانت هذه هي المرة الأولى التي يتعرف فيها الفنانون المصريون عن قرب إلى فيروز التي وصلهم صوتها عبر الإذاعات دون أن يروها، غنت فيروز أمام يوسف وهبي وأمينة رزق ومديحة يسري بينما عاصي الرحباني يعزف على البُزُق.
وجهت إذاعة صوت العرب دعوة رسمية للأخوين رحباني ولفيروز لزيارة العاصمة المصرية لبث أغانيهما من الإذاعة المصرية، كان الكل مترقبًا للزيارة وعلى رأسهم محمد عبد الوهاب الأكثر حماسة وإعجابًا بالتجربة الفنية الرحبانية وبصوت فيروز، وفي منتصف فبراير عام 1955 وصلت فيروز مع الأخوين رحباني وشريكهم الفني المخرج صبري الشريف (المشرف على البرامج الموسيقية في إذاعة الشرق الأدنى) إلى القاهرة، كانت زيارة فيروز مع الأخوين رحباني بالتحديد بعد ثلاثة أسابيع من زواج فيروز وعاصي الرحباني، زارت فيروز والأخوان رحباني وصبري الشريف في اليوم التالي مبنى الإذاعة المصرية للمرة الأولى، حيث اُتفق مبدئيًّا على تسجيل 38 أغنية من ألحان الأخوين بصوت فيروز، وأفردت مجلة الإذاعة المصرية بعضًا من صفحاتها ترحيبًا بالضيوف وتعريفًا بهم وبفنهم للجمهور المصري.

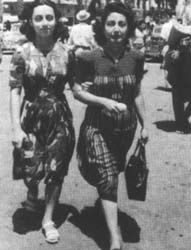
فيروز (نهاد حداد) مع والدتها ليزا البستاني تعبران ساحة مارتي في بيروت - 1945

زارت فيروز والأخوين رحباني منزل محمد عبد الوهاب، وأهدى إليه الأخوان ديوانهما بعنوان (سمراء مها) الذي يضم العديد من المقاطع الشعرية الغنائية التي أذيعت بصوت فيروز، بينما أسمع عبد الوهاب الحضور أحدث تسجيل له لم يُطرح تجاريًّا بعد وهي أغنية (قابلته)، وهو لحن لطيف صاغه عبد الوهاب على إيقاع التانجو الذي يروق له وللأخوين وفيروز. كان الملحن المصري سيد إسماعيل حاضرا في تلك الزيارة، وكوَّن صداقة متينة مع الأخوين استمرت تلك الصداقة في لبنان، بعد أن تعاقدت إذاعة الشرق الأدنى مع سيد إسماعيل على تقديم مجموعة كبيرة من البرامج الغنائية.
كما زار محمد عبد الوهاب الأخوين رحباني وفيروز في منزلهم الذي استأجرته لهم الإذاعة المصرية في الزمالك، وكان حاضرًا في السهرة الكاتب توفيق الحكيم، والصحافي والناقد الفني أنور أحمد، وحسين فوزي مؤلف كتاب (الموسيقى السيمفونية). عرض صبري الشريف على الحضور مجموعة من الأشرطة المسجلة التي أحضرها معه كنموذج بسيط من أعمال الأخوين رحباني وفيروز، ومدى ما وصلوا إليه في مجال الموسيقى في ستديوهات محطة الشرق الأدنى، وفي ختام السهرة استمع الحضور إلى أوبرا (دمبو الجبار) للأخوين رحباني. وفي 6 مارس زارت مجلة (الجيل) العروسين في منزلهما بالقاهرة وجرى الحوار على النمط نفسه؛ من التعريف بفن الأخوين ورؤيتهما الموسيقية.

وفي أبريل كانت الإذاعة قد أعدت مجموعة كبيرة جدًا من الأغاني والبرامج الجديدة احتفالًا بالربيع والأعياد واستعدادًا لرمضان، وكان لفيروز وألحان الأخوين نصيبًا جيدًا منها، سجلت فيروز مجموعة من الأغاني الراقصة لفترة الصباح وهي: أغنية (روح يا بلبل)، (يريد زهرة)، (يا ليل بلادي)، ومن أغاني السهرة: (موطن القمر) كما سجَّلت فيروز قصيدة (سوف أحيا) من كلمات الشاعر المصري مرسي جميل عزيز وألحان الأخوين رحباني.

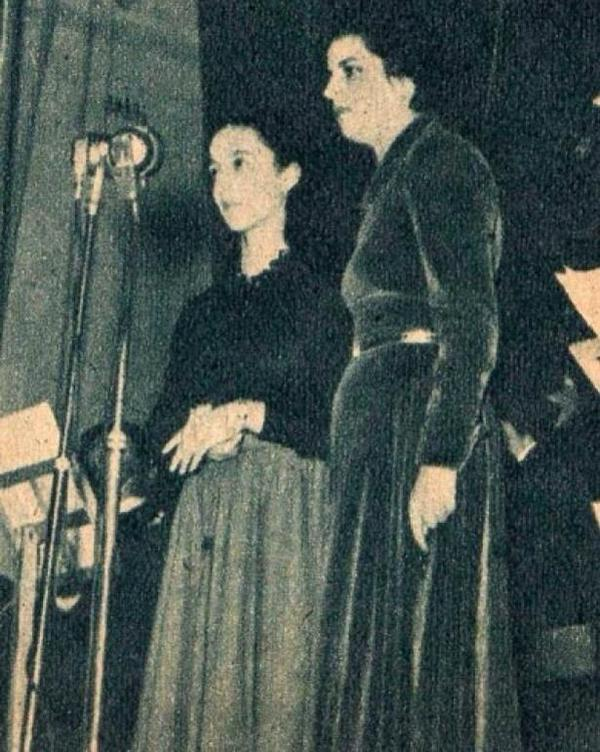
فيروز على المسرح عام 1954

اهتم الوسط الفني بوجود فيروز في القاهرة، وكالعادة بدأت تنهال عليها عروض العمل بالسينما، كان المخرج حسن الإمام من أشد المتحمسين للتعامل مع الأخوين رحباني، وظلَّت هذه الرغبة تراوده وإن حالت الأقدار دائمًا دون إتمامها. طلب حسن الإمام من الأخوين رحباني أن يلحنا أغنية لفيلمه الجديد، وأن تقوم فيروز بالغناء والدوبلاج الصوتي فقط دون أن تظهر على الشاشة كما تريد، لكن الأخوين طلبا مبلغًا كبيرًا نظير التأليف والتلحين والتوزيع فلم يتم التعاون، لكنهما أشارا على حسن الإمام بالصوت المميز للفنانة المصرية الصاعدة نادية فهمي والتي كانا يودان التعامل معها، وهكذا بإيعاز من الأخوين أدت نادية فهمي بصوتها فقط أغاني فيلميّ (الملاك الظالم) عام 1954 و (الجسد) عام 1955 بينما كان الأداء التمثيلي في الفيلمين للفنانة هند رستم.
امتدت إقامة فيروز والأخوين في مصر حتى أغسطس أي ما يقارب ستة أشهر، وهي أطول فترة قضاها الأخوان وفيروز خارج لبنان، وأطول رحلة فنية لهم على الإطلاق، قدمت فيروز للإذاعة المصرية ما يزيد عن الأربعين لحنًا ما بين الأغنية القصيرة والقصيدة والبرامج الإذاعية، كما انتج الأخوين رحباني وفيروز هناك العمل الشهير (راجعون) لصالح إذاعة صوت العرب والذي ما يزال إلى اليوم من أجمل الأعمال الفنية التي قدمت حول القضية الفلسطينية. كانت القاهرة تعتبر آنذاك عاصمة الفن في العالم العربي من مسرح وأغنية وسينما، وجذب أداء فيروز في مصر العديد من العروض من الملحنين ومنتجي الأفلام الذين طلبوا منها أن تقوم بدور البطولة في أفلامهم، إلا أنها في ذلك الوقت كانت تنتظر مولودها الأول، فعادت فيروز إلى لبنان إلى بيتهم الريفي الهادئ في أنطلياس لتُنجب زياد الرحباني في الأول من يناير عام 1956، الذي ألَّف ولحن لها فيما بعد العديد من أعمالها.
ومنذ عام 1955 وحتى وسط 1966 لم تزر فيروز مصر مرة ثانية، وعلى الرغم من النجاح المتزايد واللافت الذي حققته فيروز مع الأخوين رحباني، إلا أن الإذاعة المصرية بدأت في التقليل من بث أغاني فيروز حتى كادت تنعدم، وسرت شائعات في الأوساط المصرية واللبنانية أن أغاني فيروز ممنوعة في مصر، ووصلت تلك الشائعات إلى حد التصريح في الصحافة، مما دعا أمين هويدي وزير الإرشاد القومي في مايو عام 1966 إلى توجيه دعوة رسمية إلى فيروز والأخوين رحباني لزيارة الجمهورية العربية المتحدة، فزارت فيروز مصر مرة أخرى في منتصف أكتوبر 1966 أي بعد 11 عامًا من زيارتها الأولى.

### الظهور الجماهيري الأول
في صيف 1957؛ قدَّمت فيروز عرضاً مباشراً للمرة الأولى بعد أن كانت أعمالها مقتصرة على التسجيلات، حيث أدت استعراضا ًموسيقياً بعنوان (أيام الحصاد) أمام حشد جماهيري في معبد جوبيتر الأثري في بعلبك، وكان هذا هو الظهور الأول لها في مهرجان بعلبك الدولي، وكرمها الرئيس اللبناني آنذاك كميل شمعون بمنحها وسام (فارس) نظراً لإسهاماتها الفنية وهو أعلى وسام يمنح لفنان لبناني. وبعد ذلك بإثني عشر عاماً (عام 1969) أصدرت الحكومة اللبنانية طابعاً يُخلد اسمها.

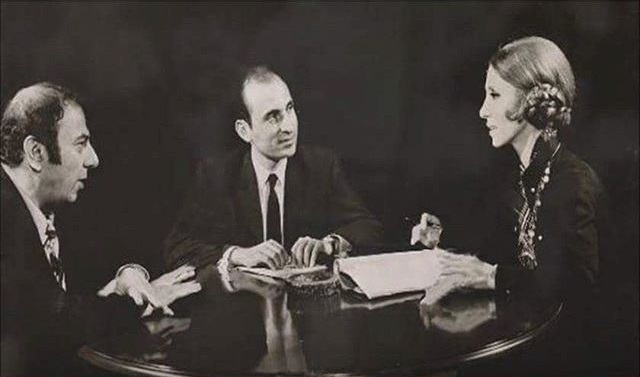
فيروز وعاصي الرحباني في حوار مع الصحفي عادل مالك عام 1963

بدأ الأخوين رحباني وفيروز بتقديم الأعمال المسرحية الغنائية اعتباراً من عام 1962، فقدموا مسرحية (جسر القمر)، ثم مسرحية (الليل والقنديل)، ومسرحية (أيام فخر الدين)، بالإضافة إلى عدد من المسرحيات الغنائية التي تعتبر فريدة بنكهتها في المسرح الغنائي العربي. أصبحت فيروز إحدى عوامل الجذب الأساسية لمهرجان بعلبك الدولي حيث قدمت سنوياً مسرحيات موسيقية كتبت من الأخوين الرحباني خصيصأ لها.
في العام 1962 ظهرت فيروز للمرة الأولى على شاشة تليفزيون لبنان والمشرق، فقدمت أوبريت (حكاية الإسوارة)، واستمر ظهور فيروز على الشاشة في الأعوام 1963 و1964 في الأعياد والمناسبات.
في 1965 دخلت فيروز عالم السينما عندما اتصل الأخوان رحباني بالمخرج المصري يوسف شاهين الذي كان في لبنان آنذاك، وعرضا عليه فكرة فيلم (سفر برلك) ولكنه اعتذر عنه لعدم إلمامه بالمرحلة التاريخية وطبيعة الشخصية اللبنانية، في المقابل تحمس يوسف شاهين للفكرة واقترح على الأخوين تحويل مسرحيتهما الغنائية (بياع الخواتم) إلى فيلم سينمائي تمامًا كما قٌدِّمَت على خشبة المسرح.
كان يوسف شاهين الذي يستهويه اللون الغنائي الاستعراضي قد شاهد في الفترة نفسها الفيلم الفرنسي (مظلات شيربورج Les Parapluies de Cherbourg) وأُعجِب بكمية الألون الموجودة في الفيلم، فقرر نقل تلك الألوان إلى بياع الخواتم، وأرسل مهندس الديكور ومساعديه لمشاهدة الفيلم في السينما نحو خمس مرات، ليلونوا له كل ركن وحائط وباب وشباك في الفيلم، وصوِّر الفيلم وعُرضَ في أواخر 1965 في المهرجان السينمائي الدولي في لبنان. ظهرت فيروز أيضًا في فيلم (سفر برلك) عام 1966، إضافة إلى فيلم (بنت الحارس) عام 1967، وشارك في هذه الأفلام والمسرحيات أسماء لامعة في سماء الغناء مثل: وديع الصافي ونصري شمس الدين.

### زيارة فيروز الثانية إلى مصر
في 25 مايو 1966؛ تلقت فيروز والأخوين رحباني دعوة رسمية من وزارة الإرشاد القومي لزيارة الجمهورية العربية المتحدة، وفي منتصف يوليو عام 1966 كانت أم كلثوم قد سافرت إلى لبنان لإحياء حفلتين في افتتاح مهرجانات بعلبك الدولية يومي 15 و17 يوليو. حضرت فيروز الحفل بصحبة عاصي، وفي استراحة الوصلة الأولى ذهبت فيروز للسلام على أم كلثوم في غرفتها الخاصة بجوار الخيمة التي أقاموها لتغني تحتها أم كلثوم، لكن هذا اللقاء السريع لم يكن كافيًا، فحددت أم كلثوم موعدًا آخر يكون أكثر هدوءًا وراحة.
| كان المفكر والناقد الأدبي المصري محمود أمين العالم في رحلة إلى بيروت، زار فيها فيروز والأخوين رحباني في بيتهم. دار بين محمود أمين العالم وعاصي الرحباني حوارًا بشأن الآراء الفنية، وفيه قال عاصي الرحباني صراحةً إن ألحان فيروز محرَّمة في الجمهورية العربية المتحدة، وإن هناك قرارًا رسميًّا بذلك، بحسب ما أكد له أكثر من صحفي صديق، وتابع عاصي بحزن وأسف أن الإذاعة المصرية لا تذيع شيئًا من أعمال فيروز، حاول محمود أمين العالم إقناعه بأنها مواقف فردية من بعض الناس، ويستحيل أن يوجد مثل هذا القرار، ثم مال عليه وسأله بحذر هل غنت فيروز في أحد المؤتمرات السياسية المعادية؟ فرد عاصي : يا صديقي نحن لا صلة لنا بالسياسة الحزبية، لا دخل لنا فيها.. نحن نغني للحياة والتقدم والإنسان العربي. |
| — |

في اليوم التالي للحفل مباشرة (الاثنين 18 يوليو 1966) ذهبت فيروز مع عاصي لزيارة أم كلثوم في جناحها الخاص بفندق بارك هوتيل في شتورة، ودار بينهم حوار طويل سألت أم في كلثوم في نهايته: متى ستزورون مصر؟ يجب أن تعلمي أن هناك ثلاثين مليون معجب في انتظارك يا فيروز، فأجابت فيروز: في أول أكتوبر إن شالله.
أنهى الأخوان رحباني وفيروز ارتباطاتهم الفنية مع مهرجانات بعلبك في أغسطس ومعرض دمشق الدولي في سبتمبر، واستعدوا للسفر إلى القاهرة لتلبية الدعوة المصرية، التي تجددت مرة أخرى على يد وزير الإرشاد القومي الجديد محمد فائق بعد التعديل الوزاري الذي حدث في سبتمبر.
في السادسة والنصف مساء الجمعة 14 أكتوبر عام 1966 وقف وفد مكون من مندوبي وزراة الإرشاد ووزارة الثقافة وهيئة السياحة لاستقبال فيروز وشقيقتها هدى حداد والأخوين رحباني، ورسَت السفينة التي تقلهم في ميناء الإسكندرية، وبعد وصولهم فُتِحَت لهم قاعة كبار الزوار في الميناء، ارتاحوا قليلًا ثم انطلقوا مع وفد الاستقبال بالسيارات إلى القاهرة، ووصلوا إليها بعد منتصف الليل، في الساعات الأولى من صباح السبت 15 أكتوبر. كانت وزارة الإرشاد قد حجزت لهم مسبقًا 3 غرف في فندق النيل.
في اليوم التالي ظهرت فيروز على صفحات الصحف المصرية وخلفها النيل وبرج القاهرة، ومن الشرفة المطلّة على النيل الذي يمتد حتى مبنى الإذاعة والتلفزيون المصري (ماسبيرو) وجسر الجلاء والزمالك كتبت الصحافة وراء فيروز: (أنا أعرف هذه المناطق جيدًا عندما كنا هنا لأول مرة من 11 سنة. كانت حلوة لكن عليها غبار، وهي الآن نظيفة. يومها الناس كانوا أبطأ).
كان الجدول حافلًا بالزيارات، زار الثلاثي مبنى الإذاعة والتليفزيون، وأجروا لقاءات ونقاشات مع محمد أمين حماد رئيس التليفزيون، ثم عبد الحميد الحديدي مدير الإذاعة، ثم الصديق القديم أحمد سعيد مدير إذاعة صوت العرب، وأبدى عاصي رغبته في حضور أوبريت (هدية العمر) فمُد العرض لأسبوع آخر على مسرح دار الأوبرا لتتمكن فيروز وعاصي من مشاهدته.
زارت فيروز وعاصي صديقهم الدائم محمد عبد الوهاب في منزله، حمل عاصي معه أشرطة مسرحية (أيام فخر الدين) وكان أحدث أعمال فيروز، وجلس عبد الوهاب يستمع إليه قرابة الساعتين ونصف الساعة، استفسر محمد عبد الوهاب عن كل شيء في المسرحية وشرح له عاصي ومنصور معاني الكلمات، ووصفا له المشاهد وكأنه يراها.
التقت فيروز والأخوين رحباني بوزير الإرشاد محمد فائق في مكتبه بمبنى الإذاعة والتليفزيون، واقتُرحت فكرة فيلم بعنوان (بوابة الدموع) عن القضية الفلسطينية، على أن تنتجه المؤسسة العامة للسينما، حظي الاقتراح بموافقة مبدئية بعد أن وعدهم نجيب محفوظ رئيس مؤسسة السينما الذي كان حاضرًا على أن يبحث الفكرة. كما التقت فيروز والأخوين رحباني أيضًا بوزير الثقافة ثروت عكاشة الذي كان قد ترجم أعمال الشاعر اللبناني جبران خليل جبران عن الإنجليزية، اهتمّ ثروت عكاشة بالحديث عن تجربة الأخوين وفيروز مع شعر جبران خليل جبران، وكانت فيروز حتى ذلك الوقت (1966) لم تغنِ من شعر جبران سوى أغنية (أعطني الناي). في العام التالي غنت فيروز (سكن الليل) وفي عام 1969 غنت أغنية (المحبة) من كتاب (النبي) لجبران.
وفي مساء اليوم نفسه كانت هناك دعوة عشاء وحفل تكريم لفيروز والأخوين رحباني من معهد الموسيقى العربية، لكن الحفل أُجل إلى يوم الأربعاء 26 أكتوبر بسبب وفاة الفنان محمد فوزي في برلين. تأثرت فيروز بشدة لسماع الخبر، وتذكّرت تلك السهرة من العام 1954 في أنطلياس، وهي ما زالت آنسة لم تتجاوز التاسعة عشرة، حين غنَّت يا بالالا على بزق عاصي الرحباني، وكان محمد فوزي وزوجته مديحة يسري حاضرين السهرة.
زارت فيروز والأخوين رحباني منزل أم كلثوم برفقة محمد عبد الوهاب، الذي أعاد مع أم كلثوم الاستماع إلى مسرحية (أيام فخر الدين) مرة أخرى، وكان التركيز هذه المرة على أغاني فيروز. اعتبر محمد عبد الوهاب مسرحية (أيام فخر الدين) أحسن حوار دار بين رجل وامرأة في تاريخ الموسيقى العربية، وناقش مع أم كلثوم في تفاصيل دقيقة عجيبة مستغربًا كيف استطاع الأخوان رحباني وفيروز أن يحولوا الآلات النحاسية مع الخشبيات إلى آلات وترية في أوبريت فخر الدين. قال محمد عبد الوهاب :«إنهما لا يتحفظان على الإطلاق في أثناء عملية التوزيع الاوركسترالي على ألحان هذا العمل.. عمليات تطويع الآلات النحاسية مع الآلات الخشبية هي الإعجاز على أيدي الأخوين رحباني.. وصوت فيروز قد ازداد انفرادًا، وتضاعفت إمكانياته».
سألت أم كلثوم عن عملهم في الموسم المقبل، فأجاب عاصي أنهم يعدون مسرحية جديدة ستعرض على مسرح بيكاديللي في شارع الحمراء ببيروت، وستسجل فيروز عند عودتها إلى بيروت أغنية جديدة عن فلسطين من كلمات الشاعر سعيد عقل اسمها (سيف فليشهر) والتي غنتها فيروز لأول مرة في سبتمبر 1966 على مسرح معرض دمشق. صرحت أم كلثوم بأنها تحب وتتفاءل بأغنية (سهار بعد سهار) لفيروز، وأبدى محمد عبد الوهاب إعجابه الشديد بأغنية (كتبنا وما كتبنا) وأغنية (خَطّة قدمكُن) التي غنتهما فيروز.
كما حضرت فيروز عروض فرقة رضا في مسرح البالون مع عاصي وشقيقتها هدى، وفي ختام العرض وجهت فريدة فهمي ومحمد رضا تحية لفيروز. ثم أقيم حفل تكريم في السفارة اللبنانية بحضور السفير حليم أبو عز الدين وقنصل عام لبنان وسامي الدروبي ممثل سوريا في الجامعة العربية، وفي اليوم التالي أقام مجلس إدارة جمعية المؤلفين والملحنين والناشرين حفل استقبال في نادي السيارات بوسط البلد، ووقف فيه الشاعر صالح جودت يلقي قصيدة مهداة لفيروز والأخوين يقول فيها:

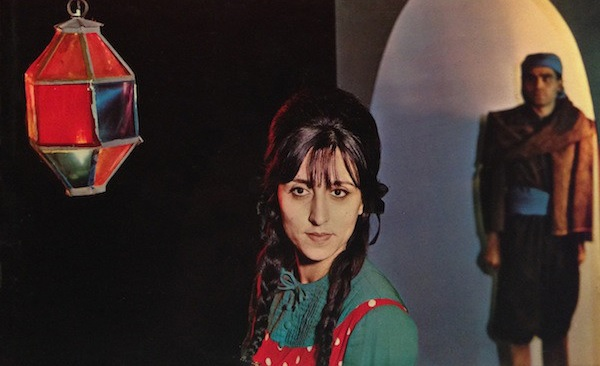
فيروز كما ظهرت على غلاف مسرحية (الليل والقنديل) عام 1964

طلــعــتِ على الـنـيـل أنشودة.. مدللة بالــصــبــا والــحـــيــــاء
وحولكِ كالقوس من صاحبيكِ.. ضــيــاء هلالين من كــبــريـاء
في 26 أكتوبر حضرت فيروز حفل في معهد الموسيقى العربية، وفي الاستراحة اقتربت من فيروز المخرجة عطيات الأبنودي زوجة الشاعر عبد الرحمن الأبنودي ومعها الفنانة التشكيلية إيفيلين زوجة الشاعر سيد حجاب، سلمت كل منهما على فيروز ثم أهدتها عطيات ديوان الأبنودي الأول بعنوان (الأرض والعيال)، وأهدتها إيفيلين ديوان (صياد وجنيَّة) لسيد حجاب وأخبرتها أن سيد حجاب كتب قصيدة عنها في هذا الديوان، وقالت لها بأسى إنه لو كان موجودًا لفرح وأهداكِ الديوان بنفسه، لكن الشاعرين– الأبنودي وحجاب– كانا معتقلان لأسباب سياسية.
في نهاية الأمسية قرر مجلس إدارة جمعية أصدقاء موسيقى سيد درويش ضم فيروز والأخوين رحباني إلى عضوية الجمعية كأعضاء شرفيين، تقديرًا لما بذلوه من جهد فني قيِّم في بعث تراث سيد درويش، وانتهت بذلك رسميًا زيارة فيروز وهدى والأخوين رحباني إلى مصر، وغادروا مصر ظهر الجمعة 28 أكتوبر 1966 بعد أن قضوا أسبوعين في ضيافة الحكومة المصرية.

### تعاون فيروز مع الملحن فيلمون وهبي
| يقول الناقد إلياس سحاب: انطلق فيلمون وهبي، فيما يشهبه الانفجار الفني يزود حنجرة فيروز بسيل من الألحان التي لم يترك فيها واحدا من المقامات العربية ذات الأرباع الشديدة الطرب والشجن لم يستخرج منه لآلئ لحنية نادرة لحنجرة فيروز.، ويتابع : إن ألحان فيلمون كانت تلامس أثمن عنصرين في حنجرة فيروز وهما المساحات الوسطي والمنخفضة التي كانت برأيي أقوي وأجمل مساحاتها الصوتية وأكثرها تأثيرا عميقا في نفس المستمع، حيث كانت فيروز تبدو في تلك المساحات أكثر قدرة على استخراج أجمل ما في أعماقها من أحاسيس، ثانيا الإحساس المرهف بطاقة الشجن المتدفقة في المقامات العربية ذات الأرباع الصوتية التي كانت العجينة الوحيدة التي يصنع منها فيلمون خبز ألحانه، حتى أن من حضر التمارين على لحن "يا ريت منن " في إسطوانة "دهب أيلول" أحس بالذهول الذي أحدثه في نفس فيروز ارتجال عازف القانون المخضرم جورج أبيض على مقام البياتي، تقاسيم لم تكن موجودة أصلا في مقدمة اللحن فما كان من فيروز إلا أن طلبت تثبيت هذه التقاسيم، لأنها تضعها في ذروة الاندماج بمقام البياتي الذي يعتمد عليه لحن الأغنية قبل الشروع في الغناء |
| —الناقد إلياس سحاب الموسيقا العربية في القرن العشرين |

أعطى الملحن اللبناني فيلمون وهبي (1918ـــ 1985) ألحانه لـ 27 أغنية من أغاني فيروز، منها 18 أغنية من تأليف وتوزيع وإشراف الأخوين رحباني غنتها فيروز في الفترة من 1962-1976، وثماني أغنيات لحنها لها فيلمون بعد انفصالها عن الأخوين رحباني غنتها فيروز في الفترة من 1980-1985، وجميعها من كلمات جوزيف حرب عدا واحدة فقط من كلمات طلال حيدر وهي أغنية (يا رايح)، ولا تزال هذه الأعمال حاضرة في الذاكرة اللبنانية والعربية فقد كان فيلمون هو الاستثناء الوحيد الذي تعاون معه الأخوين رحباني كملحن من خارج الأسرة الرحبانية، وقد اعترف منصور الرحباني بالنجاح الكبير الذي حققته ألحان فيلمون على حنجرة فيروز فيقول :«كان فيلمون محطة كبيرة في مسيرتنا الفنية. وله فضل كبير في نجاح أغان كثيرة في أعمالنا، كتبناها ولحنها هو وغنتها فيروز وهي بين أنجح أغانيها على الإطلاق».

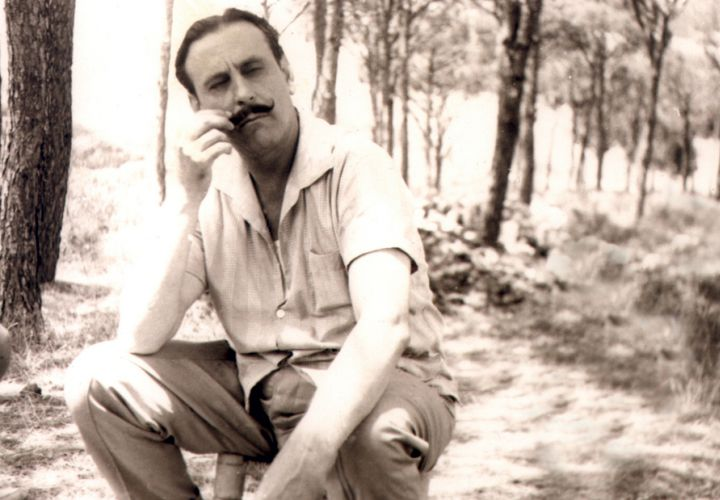
الملحن فيلمون وهبي

ذكر الأخوين رحباني في أكثر من حوار صحفي أجري معهما في خمسينات القرن الماضي أنَّ فيروز غنت لعدد من الملحنين غيرهما من بينهم فيلمون وهبي، لكن أحدًا لم يعرف أي أغنية سجلت فيروز من ألحان فيلمون وهبي قبل (يا كرم العلالي) تحديدًا في حقبة الخمسينات من القرن الماضي، وفي حوار أجرته مجلة (الطليعة العربية) مع فيلمون نُشر في 5 نوفمبر عام 1985 أي بعد وفاته بأيام ذكر فيلمون أن أول تعاون بينه وبين فيروز كان في المقطع الفكاهي (زيت وزيتون) الذي هو من ألحانه حسب ما صرح للمجلة، وقد عُثر على اسم هذا العمل ضمن قائمة أوردها الملحن حليم الرومي في مذكراته الإذاعية بين خمسة عشر مقطع كتبها الشاعر أسعد سابا ولحنها فيلمون وهبي لصالح الإذاعة اللبنانية مطلع خمسينيات القرن الماضي، ويعد هذا العمل من بين الأعمال المفقودة لفيروز، فقد كانت الإذاعة آنذلك تقدم معظم برامجها على الهواء مباشرة، ولا يوجد اليوم أي تسجيل متوفر لهذا المقطع ولا يُعرف حتى اسم المقطوعة التي غنتها فيروز ضمنه.
غير أن أول تعاون معروف ما بين فيلمون مع الأخوين رحباني كان في أول عمل مسرحي لهما وهي المسرحية الغنائية (موسم العز) عام 1960 في مهرجانات بعلبك، أدت فيه صباح دور البطولة وليس فيروز التي كانت حامل وقتها في ابنتها ليال ولم تتمكن من إحياء المهرجان ذلك العام،  وفي العام التالي 1961 تعاونت فيروز مع فيلمون الذي قدم لها لحن أغنية (يا كرم العلالي) وغنتها فيروز في مهرجانات بعلبك ضمن ألبوم المنوعات الغنائية التي قدمته بعنوان (البعلبكية)، وغنتها أيضًا في معرض دمشق الدولي في نفس العام ضمن المنوعات الغنائية التي قدمتها مع الأخوين رحباني في دمشق، وأعيد تقديم أغنية (يا كرم العلالي) منتصف عام 1962 ضمن الأوبريت التليفزيوني (حكاية الإسوارة) الذي قدمه الأخوين رحباني لتلفزيون لبنان والمشرق عند افتتاحه.
أما اللقاء الثاني بين صوت فيروز وألحان فيلمون فكان في أوبريت (جسر القمر) الذي عُرض في مهرجانات بعلبك ومهرجانات معرض دمشق الدولي عام 1962، لحن فيلمون لفيروز أغنية (جايبلي سلام) وهي واحدة من أشهر أغاني فيروز وأحبها عند جمهورها، حظيت هذه الأغنية بتكريم مميز بعد عدة سنوات، حين صدح صوت فيروز بها عبر مكبرات الصوت في أرجاء مدينة باريس ليلة احتفال فرنسا بمرور مائتي عام على انطلاق الثورة الفرنسية صيف عام 1989، وجاء الأمر بمثابة مفاجأة للجالية العربية المتابعة للاحتفال حين أنشدت فيروز: (أوف أوف بكير طل الحب عا حي لنا - حامل معو عتوبي وحكي ودمع وهنا - كنا وكانوا هالبنات مجمعين - يامي وما بعرف ليش نقاني أنا)، كانت فيروز قد أحيت في شتاء عام 1988 حفلًا في مسرح بيرسي  استقبلت وقتها استقبالًا حافلًا من الحكومة الفرنسية التي قلدتها وسامًا رفيعًا.
وفي معرض دمشق الدولي عام 1963 ضمن المنوعات الغنائية التي قدمتها فيروز بعد عرض أوبريت (الليل والقنديل) غنت فيروز الأغنية الشعبية (عالطاحونة) من ألحان فيلمون على إيقاع الدبكة اللبنانية وبدأت فيروز الأغنية بموال تقول فيه :(زينت بيتي بياسمين وعالهدا - صرت عتبتنا بحبك إوعدها - دبلت حواض الورد وإصفر الورق - ياخجلتي شو نطرتك وما في حدا)، لكن الموال حذف من الأغنية عند طبعها على الالبوم.

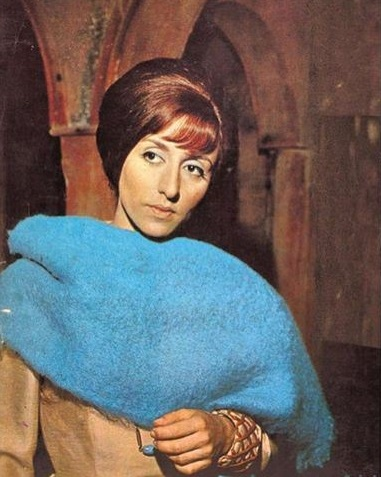
فيروز كما ظهرت في مسرحية بياع الخواتم عام 1965

في العام التالي 1964 لحن فيلمون لفيروز إحدى أشهر أغنياتها على الإطلاق وهي أغنية (يا مرسال المراسيل) التي غنتها فيروز في أوبريت (بياع الخواتم) في مهرجانات الأرز الدولية ثم في معرض دمشق الدولي وأعاد المخرج يوسف شاهين تقديم الأوبريت على شكل فيلم سينمائي يحمل نفس العنوان في العام التالي 1965 وقدمت فيروز الأغنية في الفيلم في نسخة تسجيل ستديو يختلف دور الكورس فيه عن تسجيلها الحي في مهرجانات الأرز ودمشق، وقدمت فيروز الأغنية في حفلاتها في الكويت عام 1966 بأداء الكورس نفسه الذي ظهر في الفيلم.
في العام التالي 1966 لحن فيلمون لفيروز أغنية (بكرم اللولو) من كلمات الأخوين رحباني التي أصدرتها شركة عبد الله شاهين في ألبوم واحد مع أغنية (يا حلو شو بخاف) من كلمات وألحان الأخوين رحباني، وصورت الأغنية تلفزيونيًا ضمن سهرة (ضيعة الأغاني) وعرضت في أبريل من نفس العام.
وفي صيف عام 1966 قدم فيلمون لفيروز أغنية (كتبنا وما كتبنا) ضمن أحداث المسرحية الغنائية الكبيرة (أيام فخر الدين) التي عرضت في مهرجانات بعلبك، غير أن الأخوان رحباني قاما بحذف الأغنية من المسرحية عند طبعها على إسطوانة تجارية ربما لطول زمن المسرحية، فقد كانت أطول المسرحيات الغنائية زمنًا للأخوين رحباني على الإطلاق، وقد غنتها فيروز غناء حيًا في معرض دمشق الدولي في العام نفسه 1966 وكانت قدمتها في بعلبك بطريقة البلاي باك، تتضمن الأغنية موال بغدادي تقول كلماته: (يا مالكين القلب لما النوي مالكن - إلنا حباب اللي لنا مين ياتري مالكن - عودوا قبل ما الجفا يغمر ليالي العمر- غير الأحبة القدامى عالوفا مالكن)، وهو واحد من مجموعة مواويل بغدادية قدمتها فيروز.
في عام 1968 قدم فيلمون لفيروز لحنين، الأول هو (طيري يا طيارة) في فيلم (بنت الحارس) للمخرج هنري بركات، والثاني هو أغنية (فايق ياهوى) في إطار مسرحية (الشخص) التي عُرضت في معرض دمشق الدولي لأول مرة. وفي العام التالي وفي مسرحية (جبال الصوان) التي عُرضت في مهرجانات بعلبك وفي معرض دمشق الدولي غنت فيروز من ألحان فيلمون أغنية (صيف يا صيف)، وفي عام 1970 وضمن مسرحية (يعيش يعيش) غنت فيروز من ألحان فيلمون أيضًا أغنية (ليلية بترجع ياليل) وصورتها تليفزيونيًا فيما بعد ضمن البرنامج التليفزيوني (سهرة) في ذلك العام.

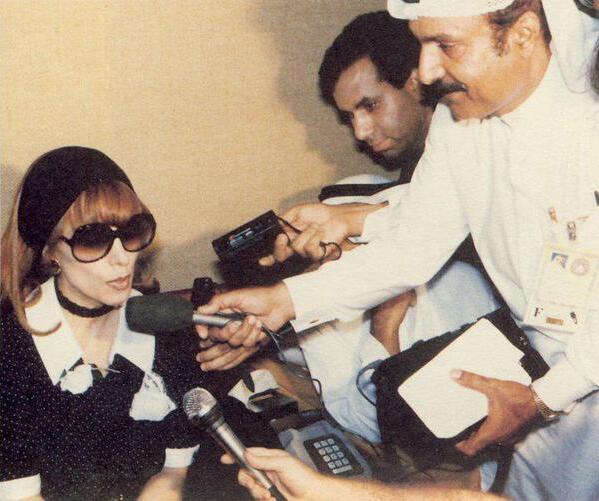
فيروز في مقابلة تلفزيونية في مطار الكويت عام 1989

وفي عام 1971 لحن فيلمون لفيروز أغنية (لو فينا ننقي حبايبنا) في إطار عروض المسرحية الغنائية (ناس من ورق) في معرض دمشق الدولي، غير أن الأخوين رحباني استبعدا الأغنية من عروض المسرحية نفسها عندما عُرضت في بيروت عام 1972 على مسرح البيكاديللي ورفضا تسجيلها في الاستديو، كما استبعداها من الأعمال المطبوعة على إسطوانات تجارية لأغاني المسرحية وقاما بحجب الأغنية عن الإذاعات، أثار هذا الفعل غضب فيلمون فراح يهاجم عاصي ومنصور الرحباني وهددهما بتسجيل الأغنية بصوت سعاد محمد كما صرح لمجلة (الشبكة) وقتها، ويبدو أنَّ السبب هو أن اللحن لم يعجب عاصي الرحباني، غير أن الأخوين رحباني في عام 1979 عادا بإطلاق الأغنية مجددًا ولكن بصوت المطربة عايدة مارون طنب (المشهورة باسم رونزا) في حفلاتهم في الأردن في ذلك العام، وظلت الأغنية مجهولة ومغيبة بصوت فيروز لسنوات طويلة حتى أعادها إلى الحياة مجددًا محبي فيروز عبر شبكة الإنترنت من تسجيل مأخوذ من عروض دمشق.
وفي عام 1973 وفي مهرجانات بعلبك الدولية ضمن ألبوم المنوعات الغنائية بعنوان (قصيدة حب) قدم فيلمون لفيروز لحن أغنية (على جسر اللوزية)، وفي عام 1974 وضمن المسرحية الغناية (لولو) على مسرح البيكاديللي غنت فيروز من ألحان فيلمون أغنية (من عز النوم)، وفي المنوعات الغنائية التي قدمتها فيروز في معرض دمشق الدولي عام 1976 قدم فيلمون آخر لحن لفيروز من كلمات وتوزيع الأخوان رحباني وهو لأغنية (أنا خوفي من عتم الليل).
وفي عام 1979 وقبل انفصال فيروز وعاصي بأسابيع قليلة صرح فيلمون وهبي لمجلة (الشبكة) أنه يقوم بتلحين أغنية (ياما وياما بتوصل المكاتيب) وهي من شعر منصور رحباني لتغنيها فيروز، وقد لحنها فعلا لكن الأغنية ذهبت للمطربة الصاعدة وقتها منى مرعشلي وعرضت في برنامج (ساعة وغنية) التليفزيوني للأخوين رحباني .
وبعد انفصال فيروز عن الأخوان الرحباني، أطلقت فيروز أول البوم غنائي لها دون الأخوين عام 1980 وكان بعنوان (دهب أيلول)، تضمن الألبوم أربع أغنيات جميعها من كلمات جوزيف حرب وألحان فيلمون وهي : (ياريت منن) و (ورقو الأصفر) و (طلعلي البكي) و (ياقونة شِعيبي)، وبدا أن فيلمون أنضم لصف فيروز في مواجهة الأخوين رحباني وتحدث وقتها عن فيروز للصحافة فقال :«عندما استمع إليها أشعر أنني في غيبوبة وتطريب وسحر أريدها أن تبقي فوق الجميع ولن أقبل أن تقع فيروز لقد بدأنا معا وهي وفية وأنا مثلها، صوتها غير شكل»، بدورها تحدثت فيروز عن فيلمون في حوار لمجلة الشبكة وقالت :«فيلمون شيخ الملحنين. بحب قول شغله عنو إنو بياخد العقل، وبحب شعرو وخطاباتو وتمثيلو، وشكلو وقت اللي بينسى حالو هوى وعم يسمعني اللحن. فيلمون خلق ضد الفشل، بس أنا بعرف فيلمون اللي جوا كمان، إنسان حساس كتير وحزنو هو اللي بيخلق ألحانو مش ضحكو، ليش هوى حزين اسألوه».
وقبل وفاته في 5 نوفمبر 1985 كان فيلمون قد انتهى من تلحين ست أغنيات لفيروز أربعة منها صدرت بعد رحيله في ألبوم كتبت فيروز على ظهره كلمات منها بخط يدها تحية إلى فيلمون قالت فيها: (كل اللي تركتن اشتاقولك وكل اللي جايين راح يحبوك)، صدر الألبوم عام 1989 باسم (بليل وشتي) وضم أربع أغنيات جميعها من كلمات جوزيف حرب وهي : (أسامينا) و (بليل وشتي) و (لما عالباب ياحبيبي) و (زهرة الجنوب) بالإضافة إلى أغنية (إسوارة العروس) التي كانت فيروز أطلقتها منفردة عبر الإذاعات عام 1984، وغنتها بطريقة (البلاي بلاك) في حفلاتها في جرش في الأردن عام 1983 وفي أستراليا 1984 وفي بصرى عام 1985.
وفي منتصف التسعينات صدر ألبوم احتوى على آخر ما لحن فيلمون لفيروز وهما أغنية (البواب) من كلمات جوزيف حرب وأغنية (يا رايح) من كلمات الشاعر طلال حيدر ضمن ألبوم بعنوان (يا رايح)، ورحل فيلمون قبل أن يكمل تلحين أغنيتين أخريين لفيروز كان قد بدأ في وضع لحنيهما في أواخر عام 1984 تحمل الأولى عنوان (متل ما قال فعل) وهي ذات طابع بدوي من كلمات طلال حيدر والثانية بعنوان (تركني ومضي وما غاب عني يوم) من كلمات جوزيف حرب، كان مقررًا أن تصدر الأغنيتان في ألبوم واحد مع أغنيتي (يا رايح) و (البواب).

### مرض عاصي الرحباني
في عام 1972 أصيب عاصي الرحباني بنزيف دماغي حاد، وأجريت له عملية جراحية ولم يقدر على العمل فقرر التوقف عن التلحين، ومكث في المستشفى لفترة طويلة، وكانت فيروز تستعد لبطولة مسرحية «المحطة» للأخوين رحباني، وحينها كتب لها منصور الرحباني كلمات أغنية «سألوني الناس» التي تعبر فيها عن غياب عاصي لتغنيها في المسرحية، أكمل زياد الرحباني المشوار بعد والده، ولحن لفيروز أغنية (سألوني الناس) الشهيرة. تأثرت فيروز لمرض زوجها وحزنت كثيرًا، فقد كانت المرة الأولى التي تعمل فيها بعيدًا عن زوجها وتفترق عنه، وفي إحدى حفلاتها الغنائية عام 1973 وقفت فيروز على المسرح وغنت (سألوني الناس)، وعندما وصلت إلى مقطع : (بيعز علي غنى يا حبيبي.. ولأول مرة ما بنكون سوا)، تأثرت بشدة وبكت وكان في قلبها حرقة وفي صوتها غصة.

فيروز على غلاف العدد 588 من مجلة الشبكة عام 1967

### الزيارة الثالثة والأخيرة إلى مصر
زارت فيروز مصر للمرة الثالثة والأخيرة مع الأخوين رحباني في 24 أكتوبر من عام 1976. غنت فيروز وأحيت 4 حفلات في حديقة الأندلس على ضفاف نهر النيل في القاهرة، وكانت المرة الأخيرة التي تغني فيها بمصر مع الأخوين رحباني والفرقة الشعبية اللبنانية، وكان غناؤها ثمرة مفاوضات استمرت لثلاثة أعوام بينها وبين المتعهد يوسف الحاج، الذي كان استأجر مسرحا أقيم في حديقة الأندلس.
وافتتحت فيروز حفلاتها بقصيدة تحية لمصر، خصوصًا أن الاحتفالات كانت قائمة بذكرى انتصارات حرب اكتوبر، وتضمن عنوان الأغنية إشارة إلى ذلك، وغنت فيروز: (مصر عادت شمسك الذهب / تحمل الأرض وتغترب / كتب النيل على شطه / قصصا بالحب تلتهب)، من كلمات وألحان الأخوين رحباني.
غنت فيروز في الحفل أغنية (خايف أقول إللي في قلبي)، وغنّت أيضا أغنيتها الجديدة (بحبك يا لبنان) في الوقت الذي كانت تنعقد فيه على الضفة الأخرى من النيل قمة عربية في مبنى جامعة الدول العربية لبحث الأزمة اللبنانية، وبحسب ما كتب الصحفي محمد بديع سربية في مجلة الموعد وقتها: «كان مقررا أن ينتقل الرؤساء والملوك العرب المشاركين في القمة، إلى الضفة الأخرى من النيل، لحضور إحدى حفلات فيروز الأربع، تحديدا الحفلة التي اقيمت ليل الثلاثاء، لولا أن جلسة القمة تأخرت لما بعد الحادية عشر مساء، فيما تبدأ الحفلة قبل ذلك الوقت بكثير، وبالتالي أفلتت من فيروز فرصة لتكتسب عن جدارة لقب مطربة الملوك والأمراء والرؤساء».
دعا الكاتب يوسف السباعي فيروز لحفل تكريم خلال تلك الزيارة باسم (جمعية كتاب ونقاد السينما) التي كان يرأسها، وأقيم الحفل في مبنى مؤسسة الأهرام التي كان يرأس السباعي تحريرها ومجلس إدارتها أيضا، وأهدى فيروز جائزة التقدير الذهبية باسم الجمعية، كما أهداها تمثال إيزيس.
وقبل أن تغادر فيروز والأخوان رحباني، تلقوا عرضين الأول من المنتج رمسيس نجيب، الذي اشترى حقوق عرض حفلات فيروز في مصر تليفزيونيا، لإعادة تقديم مسرحية «صح النوم» في القاهرة، والثاني من المتعهد يوسف الحاج لتقديم نفس العروض مجددًا على نفس المسرح في العام التالي بالإضافة إلى حفلات غنائية أخرى عند سفح أهرامات الجيزة.

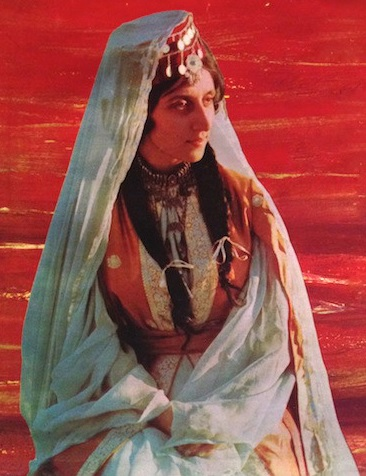
صورة لفيروز باللباس التراثي السوري على غلاف ألبوم معرض دمشق الدولي عام 1961

شهدت تلك الزيارة العديد من المشاكل الكفيلة بإحباط أكبر مطربي العالم، فلم يوفر المتعهد الميكروفونات الصالحة لخشبة المسرح، وتحديدا الميكروفون الخاص بفيروز، وتبرع الفنان محمد نوح بأجهزة من الاستديو الخاص به لإنقاذ الموقف.
وفي الليلة الثالثة باع متعهد الحفلات مئات التذاكر التي تفوق استيعاب عدد مقاعد المسرح، وساد هرج ومرج بين الجمهور، وحرر عدد كبير منهم محاضر ضده في الشرطة، ولم يقتصر الأمر على ذلك، فبعد تصريح الكاتب الصحفي مفيد فوزي، رئيس تحرير مجلة (صباح الخير) وقتها للتلفزيون المصري بأنه يعشق صوت فيروز ويفضله على صوت أم كلثوم، تعرضت فيروز لحملة تجريح طالتها في معظم الصحف المصرية، معتبرين ذلك تعديًا على أم كلثوم، وتعاملوا مع فيروز كأنها هي من أطلقت تلك التصريحات.
وكُتبت المقالات المهاجمة لفيروز دون داع ودون ذنب جنته، ومن بينها ما كتبه الصحفي الساخر الراحل محمود السعدني قائلا: (المقارنة بين صوت فيروز وصوت أم كلثوم، كالمقارنة بين عضلات العبد لله ومحمد على كلاي)، ما جعل ابنتها ريما تقوم بإخفاء تلك المقالات عن والدتها حتى انتهاء الحفلات.
وباستثناء غناء فيروز لأغنيتي سيد درويش: (أهو ده اللي صار)، و (شط أسكندرية)، ومقطع من قصيدة (مصر عادت شمسك الذهب)، جاءت برامج الحفلات قريبة من البرنامج الذي قدمته فيروز بحفل مسرح بيرسي في باريس خلال العام السابق.
وتركت تلك الأحداث التي واكبت حفلات فيروز في القاهرة أثرا نفسيا سيئًا لديها ما جعلها تشعر بتوجس من الحضور مرة أخرى للغناء في مصر رغم المفاوضات الكثيرة التي جرت معها من قبل متعهدين ومن قبل دار الأوبرا المصرية انتهت جميعها بالفشل، إما بسبب الأجر الباهظ الذي تتقاضاه فيروز لقاء حفلاتها، أو بسبب عدم ثقتها فيمن يفاوضها من جهة حسن التظيم والوفاء بالعهود. عادت فيروز والأخوان رحباني والفرقة الغنائية إلى بيروت عن طريق دمشق في 2 نوفمبر 1976 وانتهت بذلك الزيارة الثالثة والأخيرة لفيروز والأخوين رحباني معًا.

## نهاية العلاقة بين فيروز والأخوين رحباني

### انفصال فيروز عن عاصي ووفاته

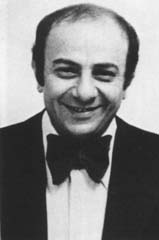
عاصي الرحباني

كانت ريما الرحباني قد كشفت أسراراً عن انفصال والديها وصرّحت بأنّ العلاقة بين عمّها منصور ووالدها عاصي الرحباني انكسرت قبل وفاة الأخير، مؤكدة أن الشهرة والمال والحسد والغيرة وراء انقسام العائلة الرحبانية. وقالت إنه ثمة سبب دفع بوالدتها فيروز إلى الانفصال عن عاصي قائلة: (مش هيّي انفصلت، فيروز غادرت المنزل الزوجي في الرابية إلى بكفيا أولاً. وعندما طالت حال الانفصال أكثر من خمسة أشهر، وطالتها ضغوط لمغادرة بيت بكفيا، انتقلت فيروز إلى بيت الروشة. وعندما غادرت البيت، خرجت مع حقيبتها فقط، ولم تعد). وأضافت قائلة: (منع غناء فيروز ما لحنه عاصي ومنصور بدأ على أيام منصور الذي حاول إيقاف مسرحية «صح النوم» لأنه أراد حصة من الأرباح، وكانت ذروة الإنذارات عند عرضها في إمارة الشارقة وقبلها في سوريا. وقبل هذه المسرحية كانت إنذارات من منصور لمنع حفلاتٍ لفيروز، إضافة إلى هجوم صحافي مبرمج، وصولاً إلى المطالبة بسجنها).
وكان قد حدث ما يشبه بالشرخ في العلاقة بين فيروز وعاصي في منتصف السبعينيات من القرن الماضي، عندما بدأت فيروز تعلن رفضها لبعض ما يقدمه عاصي، ثم مَرِض الأخير أثناء التحضير لمسرحية “المحطة”. وهنا كانت بداية التعاون مع ابنها زياد الرحباني، من خلال عمه منصور الرحباني، وقدّمت فيروز حينها “سألوني الناس”.
لم يدم نقاء الحب بين فيروز وعاصي، فقد بزغت الخلافات والمشاكل بينهما حتى وصل الأمر إلى الانفصال عام 1978 وتوقفت مسيرة الأخوين رحباني مع فيروز، ليكمل بعدها نجلها زياد مشوار والده ويضع الألحان لأغاني والدته، وعاش عاصي ما تبقى من عمره مريضًا يرعاه أقربائه حتى توفي يوم 21 يونيو عام 1986 عن عمر يناهز 66 عامًا.
قالت فيروز عن عاصي بعد وفاته: «عاصي كان سريع العطاء، وكنت سريعة التلقي، كان سريع الغضب، وكان قاسي، وكنت أتقبل هذه القسوة، لأنها في مصلحتي، وكل ما قدمته كان من اختيار عاصي وليس من اختياري أنا، كنت أخاف من عاصي، ولم أقدر على رفض ألحانه ورغم كل ذلك كنت أحبه»

### زياد الرحباني يلحن لفيروز

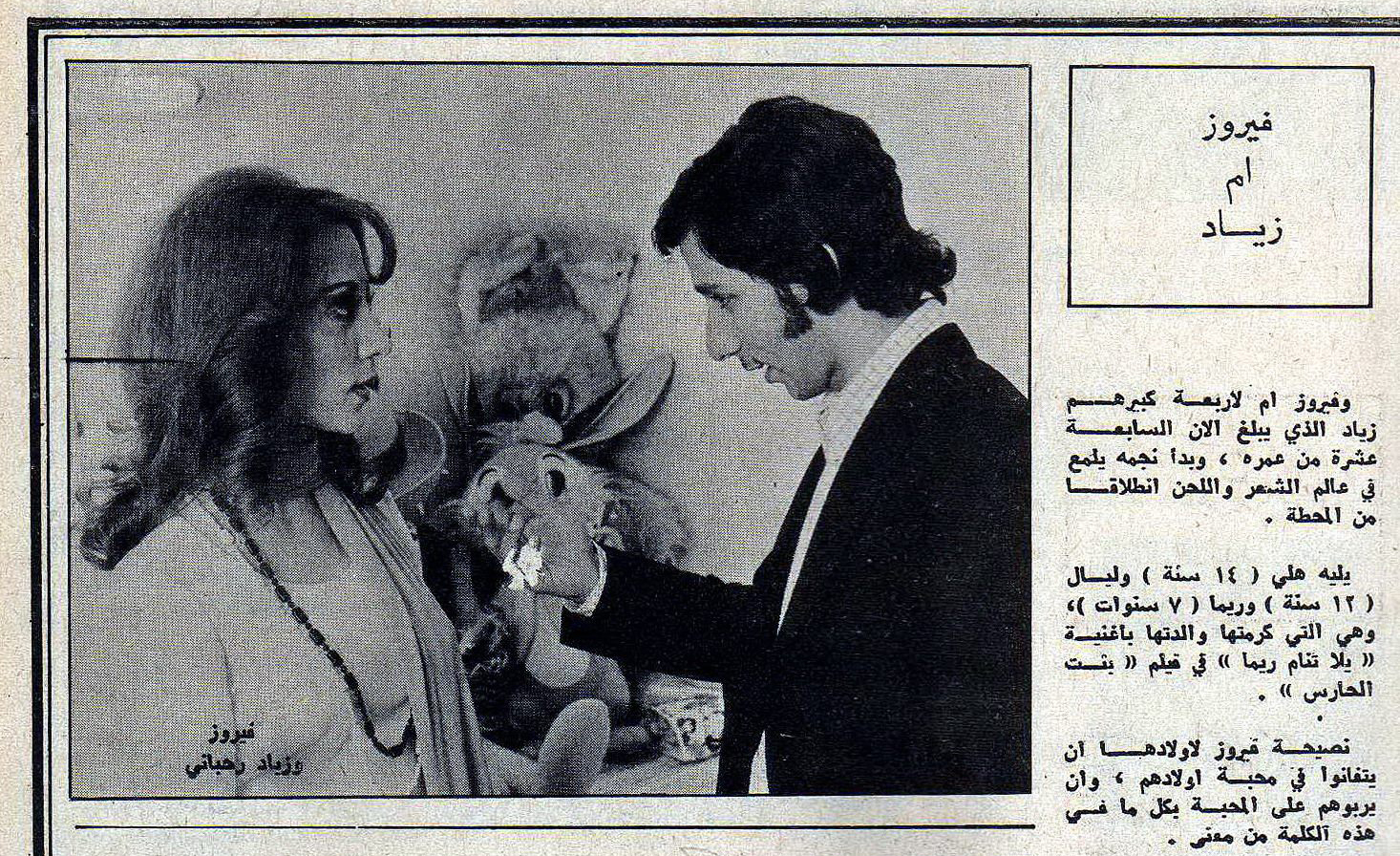
فيروز مع زياد عام 1973م.

كان أول لحن قدمه زياد هو لأغنية (ضلي حبيني يا لوزية) عام 1971 التي غنتها خالته هدى في مسلسل (من يوم ليوم)، وفي عمر السابعة عشرة أي في عام 1973 قدّم أول لحن لفيروز بعدما مرض والده عاصي وأدخل إلى المستشفى وأكمل المشوار بعده. كان مقرراً لفيروز أن تؤدي الدور الرئيسي في مسرحية (المحطة) للأخوين رحباني، ولهذا كتب منصور الرحباني شقيق عاصي كلمات أغنية (سألوني الناس) تعبّر فيها فيروز عن غياب عاصي، لتؤديها في المسرحية وأوكل مهمة تلحينها إلى زياد.
ظهر زياد الرحباني لأول مرة على المسرح في دور الشرطي ضمن أحداث مسرحية (ميس الريم)، وكان يسأل فيروز عن إسمها الأول والأخير وعن قريتها في حوار ملحن، كتب زياد موسيقى المقدمة بإيقاع موسيقي جديد أدخله على مسرحيات الأخوين رحباني.
بعد وفاة زوجها عاصي عام 1986، خاضت فيروز تجارب عديدة مع مجموعة ملحنين ومؤلفين لكنها عملت بشكل رئيسي مع ابنها زياد الرحباني الذي قدم لها مجموعة كبيرة من الأغاني أبرزت موهبته وقدرته على خلق نمط موسيقي خاص به يستقي من الموسيقا العربية والموسيقا العالمية. لحن زياد العديد من الأغاني لفيروز منها : (أنا عندي حنين)، (حبيتك تنسيت النوم)، (البوسطة)، (عندي ثقة فيك)، (مش قصة هاي)، (بعتلك)، (ضاق خلقي)، (سلملي عليه)، (عودك رنان)، (سألوني الناس)، (قديش كان فيه ناس)، (نطرونا)، (حبو بعضن)، (دبكة يا جبل الشيخ)، مقدمة مسرحية (ميس الريم) ومقدمة مسرحية (بترا).
وتعامل زياد مع فيروز في ألبومات عديدة جالت فيها حول العالم وهي ألبوم (وحدن 1979)، (معرفتي فيك 1987)، (كيفك أنت 1991)، (إلى عاصي 1995) من كلمات الأخوين رحباني وتوزيع زياد الرحباني، وألبوم (مش كاين هيك تكون 1999)، و (فيروز في بيت الدين 2000) والذي كان تسجيلاً حياً من مجموعة حفلات أقامتها فيروز بمصاحبة ابنها زياد وأوركسترا تضم عازفين أرمن وسوريين ولبنانيين، وكانت البداية لسلسلة حفلات حظيت بنجاح منقطع النظير لما قدمته من جديد على صعيد التوزيع الموسيقي والتنوع في الأغاني بين القديمة والحديثة، بالإضافة إلى ألبوم (ولا كيف 2001)، (ايه في أمل 2010)، كما أشرف زياد على الألبوم الذي سجلته فيروز في لندن والذي تضمن تراتيل ميلادية. بين عامي 2000 و 2004 ظهرت فيروز في مهرجانات بيت الدين مع ابنها زياد الرحباني، وقدمت العديد من الأغاني، بشرت هذه الحفلات بعصر جديد من أعمال فيروز مع مؤلفات زياد الرحباني الجديدة.
كان ألبوم (ببالي) عام 2017 آخر ما قدمته فيروز من ألبومات عديدة، وقد لاقى هذا الألبوم انتقاداً شديداً من بعض المحبين لفيروز لعدم ارتقائه لفن فيروز وإرثها، كما انتقدوا ابنتها ريما التي ترجمت أغانٍ أجنبية شهيرة وعربتها بطريقة أعتبرها البعض كلمات ركيكة، إلا أن صوت فيروز الذي كان محافظَا على رونقه وجماله رغم السنون ال86 وجده البعض الآخر يغطي على أي عيوب واجهت أغاني الألبوم من كلمة أو توزيع موسيقي، تضمن الألبوم الجديد عشر أغنيات، كانت قد طرحت ثلاثًا منها في بداية الصيف في إطار الترويج للألبوم، ترجمت ريما الرحباني كلمات الأغاني عن أغنيات أوروبية كان معظمها شائعا في ستينيات القرن الماضي. يذكر أن ريما قد كتبت لفيروز كلمات أغنية واحدة فقط وهي (بيت صغير بكندا) والتي لحنها لوي غاستي.

## أحداث بارزة

### حفل عام 1999 في لاس فيغاس
في 15 مايو من عام 1999، سافر ما يقرب من 10000 معجب من جميع أنحاء نصف الكرة الغربي للاستماع إلى فيروز على مسرح MGM Grand Arena في لاس فيغاس.
قيل إن MGM Grand قد استثمرت أكثر من 1.5 مليون دولار لإحضار فيروز وفرقتها الموسيقية المكونة من 48 عضوًا إلى لاس فيغاس، وقامت بدفع تكاليف السفر وتغطية تكاليف الإعلان والدعاية. استمر الإعلان عن العرض الأول لفيروز في لاس فيغاس لعدة أسابيع وبتكلفة بسيطة من خلال إعلانات بصفحة كاملة في الصحف اليومية الأمريكية الكبرى، وتراوحت أسعار التذاكر من 50 دولارًا إلى 350 دولارًا.
كان المصور روجر مكرزل هو الوحيد المخول له بالتقاط صور لفيروز في حفلها لاس فيغاس الذي طال انتظاره، وقد كان هذا الأمر بالغ الأهمية لفيروز لدرجة أن النساء اللواتي انتظرن في الطابور لمدة تصل إلى ساعة أُوقفنَّ من قبل حراس الأمن الذين فتشوا حقائبهم اليدوية بحثا عن كاميرات صغيرة، وكل ما عُثِرَ عليه تمت مصادرته إلى ما بعد الحفل.
سافر معجبو فيروز من تشيلي وفنزويلا وهاواي ونيويورك وبوسطن وميشيغان لحضور العرض. كان السفير اللبناني لدى الولايات المتحدة فريد عبود وزوجته قد سافرا من واشنطن لحضور الحفل وشوهدا جالسين في الصف الأول. بدأ الحضور بجولات طويلة من التصفيق للإشارة إلى مديري الحفل بأنهم بدأوا يفقدون صبرهم مع انتظار دام أكثر من ساعة ونصف لبدأ الحفل، ثم ما لبث أن ظهر قائد الأوركسترا ميشال هيرو على خشبة المسرح.
وما إن بدأت الأوكسترا بالعزف، حتى هدأت أصوات الجمهور وبدأوا بالهتافات والزغاريد والتصفيق، افتتحت الأوكسترا الحفل بمقطوعة موسيقية من مسرحية (ميس الريم) الشهيرة، ثم ظهرت فيروز على المسرح مرتدية ثوب أزرق سماوي وسط تصفيق طويل وحار من الجمهور، بدأت فيروز الحفل بغناء (ضوي يا هالقنديل) من تأليف نجلها زياد ثم غنت (طريق النحل) و (نسم علينا الهوا) التي صفق لها الجمهور تصفيقا حارًا ومتواصلًا، ثم ظهرت فيروز بثوب أصفر وغنت (أنا وأنت) ثم أغنية (حبيتك).
كانت أعداد الحضور هائلة لدرجة أن الذين لم يتمكنوا من دخول المسرح قد رقصوا في الممرات المؤدية اليه على إيقاع الأغاني، وكان هناك تخوف من إنهيار المدرجات بسبب الإزدحام الشديد. وصف هذا الحفل بأنه أسطوري وشبه بالحفلات التي تؤديها فرقة ذا رولينج ستونز الإنجليزية الشهيرة التي تتميز بالحشود الهائلة التي تأتي للإستماع إليها.

### حفل عام 2008 في دمشق
في عام 2008، وبعد غياب استمر قرابة عشرين عامًا عن المسارح، عادت الفنانة اللبنانية فيروز لإحياء حفل غنائي في دار الأوبرا السورية بالعاصمة دمشق، وذلك ضمن فعاليات احتفالية "دمشق عاصمة الثقافة العربية 2008". وقد قدمت فيروز خلال المناسبة عرضًا مسرحيًا لمسرحية صح النوم، من تأليف عاصي الرحباني، والتي تدور أحداثها حول قصة حاكم مستهتر تتحداه امرأة فقيرة. لقي العرض استحسانًا واسعًا من الجمهور السوري، واعتُبر من أبرز الفعاليات الثقافية خلال تلك السنة.
أثار ظهور فيروز في دمشق ردود فعل متباينة في الأوساط اللبنانية، لا سيما في ظل التوترات السياسية القائمة بين لبنان وسوريا آنذاك. فقد اعتبر بعض المعارضين اللبنانيين أن مشاركتها تمثل تطبيعًا ثقافيًا مع النظام السوري، في وقت كانت فيه العلاقات السياسية بين البلدين تمر بمرحلة حساسة، عقب انسحاب القوات السورية من لبنان عام 2005، واتهام جهات سورية بالضلوع في سلسلة من الاغتيالات السياسية في لبنان.
من أبرز المنتقدين كان الزعيم الدرزي وليد جنبلاط، الذي اتهم فيروز بخدمة "مصالح الاستخبارات السورية"، كما صرّح النائب اللبناني أكرم شهيب قائلًا: "من يحب لبنان لا يغني لسجانيه"، في إشارة إلى الحقبة التي شهد فيها لبنان وجودًا عسكريًا سوريًا دام منذ عام 1976 حتى 2005. كما طالب بعض نشطاء المعارضة السورية فيروز بمقاطعة الحدث، مشيرين إلى استمرار القمع السياسي في سوريا. وقد صادف موعد العرض اعتقال المعارض السوري البارز رياض سيف واثني عشر ناشطًا آخرين من مجموعة "إعلان دمشق"، وذلك قبل ساعة فقط من بدء عرض المسرحية.
أظهر استطلاع للرأي أجرته بوابة "لبنان الآن" الإلكترونية – التي تُعد قريبة من تحالف 14 آذار المناهض للنفوذ السوري – أن نحو 67% من المشاركين عارضوا مشاركة فيروز في الحفل. في المقابل، دافع أنصارها عن قرارها، مؤكدين أن فيروز كانت دائمًا "فوق السياسة" وأن حضورها ينبغي فهمه في سياق ثقافي وفني فقط.
امتنعت فيروز عن الإدلاء بتصريحات مباشرة حول الجدل، لكنها وجهت رسالة إلى منظمي الاحتفال قالت فيها: "دمشق ليست عاصمة ثقافية لهذا العام فقط، لكنها ستبقى نموذجًا يُحتذى به في الفن والثقافة والأصالة للأجيال القادمة." وأضافت أنها شعرت بأنها عادت إلى "منزلها الثاني"، في إشارة إلى علاقتها التاريخية بدمشق. من جانبه، قال الكاتب والمعلق السوري أيمن عبد النور إن "فيروز كانت تغني للشعب السوري، لا لحكامه"، معتبرًا أن السوريين يرون في فيروز رمزًا مشتركًا بين الشعبين السوري واللبناني. كما دافع عنها شريكها الفني السابق منصور الرحباني، واصفًا مشاركتها بأنها "رسالة حب وسلام من لبنان إلى سوريا".

### زيارة الرئيس الفرنسي ماكرون إلى منزلها
زار الرئيس الفرنسي إيمانويل ماكرون فيروز في منزلها ومنحها وسام جوقة الشرف الفرنسي وهو أرفع تكريم رسمي في فرنسا الذي يحمل شعار «الشرف والوطن»، وبالمقابل أهدت فيروز لوحة فنية إلى الرئيس ماكرون الذي وصفها بأيقونة لبنانية. واختار ماكرون أن يكون بيت فيروز المحطة الأولى من زيارته الثانية للبنان خلال أقل من شهر.

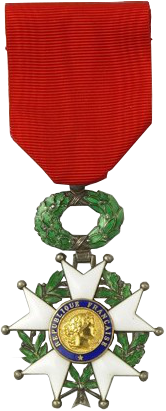
وسام جوقة الشرف الفرنسي

ماكرون في زيارة لمنزل فيروز عام 2020

وسهر صحافيون وعدسات مصورين أمام منزل فيروز في محاولة لاختراق شرفات وجدران منزلها أملاً بالتقاط مشهد يجمعها بالرئيس الفرنسي ايمانويل ماكرون ولكن دون جدوى، ومضى اللقاء بشكل سري إلى أن نشرت أسرتها عبر الصفحة الرسمية الخاصة بفيروز على «فيسبوك» صوراً عن اللقاء الذي استمر ساعة وربع الساعة.
ارتدت فيروز عباءة سوداء مطرزة وغطت مقدمة رأسها بمنديل أسود تراثي، وبدت سعيدة بعد أن قلدها ماكرون وسام جوقة الشرف، وأظهرت ثلاث صور فوتوغرافية منزل فيروز الذي يزدان بصور عائلتها وزوجها الراحل عاصي الرحباني وأيقونات أثرية ودينية على الجدران ولوحات إحداها يصور وجوهاً متعددة لفيروز بريشة الفنانة الكرواتية جوستينا سيسي توماسيو سرسق تعود لعام 1980.
واكتفى ماكرون لدى انتهاء اللقاء بالحديث عن مشاعره تجاه الفنانة اللبنانية قائلا إن فيروز «جميلة وقوية للغاية، تحدثت معها عن كل ما تمثله بالنسبة لي.. عن لبنان نحبه، وينتظره الكثير منا.. عن الحنين الذي ينتابنا»، وعندما سئل عن أغنيته المفضلة لفيروز أجاب بأنها (لبيروت)، وهي الأغنية التي كانت تبثها أغلب القنوات اللبنانية المحلية أثناء عرض صور انفجار مرفأ بيروت.
نالت فيروز إعجاب رؤساء فرنسيين آخرين، فقد منحها الرئيس فرانسوا ميتران وسام قائد الفنون والآداب عام 1988، ومنحها الرئيس جاك شيراك وسام فارس جوقة الشرف في عام 1998.
وتربط فيروز بالدولة الفرنسية علاقات صداقة متينة بدأت في عام 1975 عندما ظهرت للمرة الأولى على شاشة التلفزيون الفرنسي ضمن برنامج (سبيسيال ماتيو) الذي كانت تقدمه صديقتها الفنانة الفرنسية ميراي ماتيو، وقدمت هناك أغنية (حبيتك بالصيف). وطُرحت هذه الأغنية قبل الحرب الأهلية اللبنانية عندما كان لبنان لا يزال يعرف بلقب (سويسرا الشرق الأوسط). توطدت العلاقة بين فرنسا وفيروز بشكل أعمق خلال الحرب اللبنانية، عندما أقامت فيروز حفلاً ضخماً على مسرح الأولمبيا بباريس عام 1979 وغنت (باريس يا زهرة الحرية).

### الخلاف مع منصور الرحباني وورثته
بدأ الخلاف حين أقام منصور الرحباني دعوى قضائية يطالب من خلالها فيروز بدفع تعويض عن تقديمها مسرحية صح النوم في دمشق عام 2008 التي شارك في كتابتها وتلحينها إلى جانب أخيه عاصي، كما ظهرت بعض الإشاعات آنذاك تتحدث أن أبناء منصور الرحباني أجبروا والدهم على إقامة الدعوى، وبعد وفاة منصور الرحباني في 13 يناير عام 2009، أقام أبناؤه دعوى قضائية بمواجهة فيروز تتعلق بحقوق الملكية والإرث الفني للأخوين رحباني، يطالبون من خلالها فيروز بعدم أداء الأعمال المشتركة مع والدهم دون دفع تعويض مالي للورثة ودون الحصول على إذنهم، وقد شملت الأعمال التي لا يحق لفيروز تقديمها أكثر من عشرين عمل، أبرزها مسرحية صح النوم ويعيش يعيش.

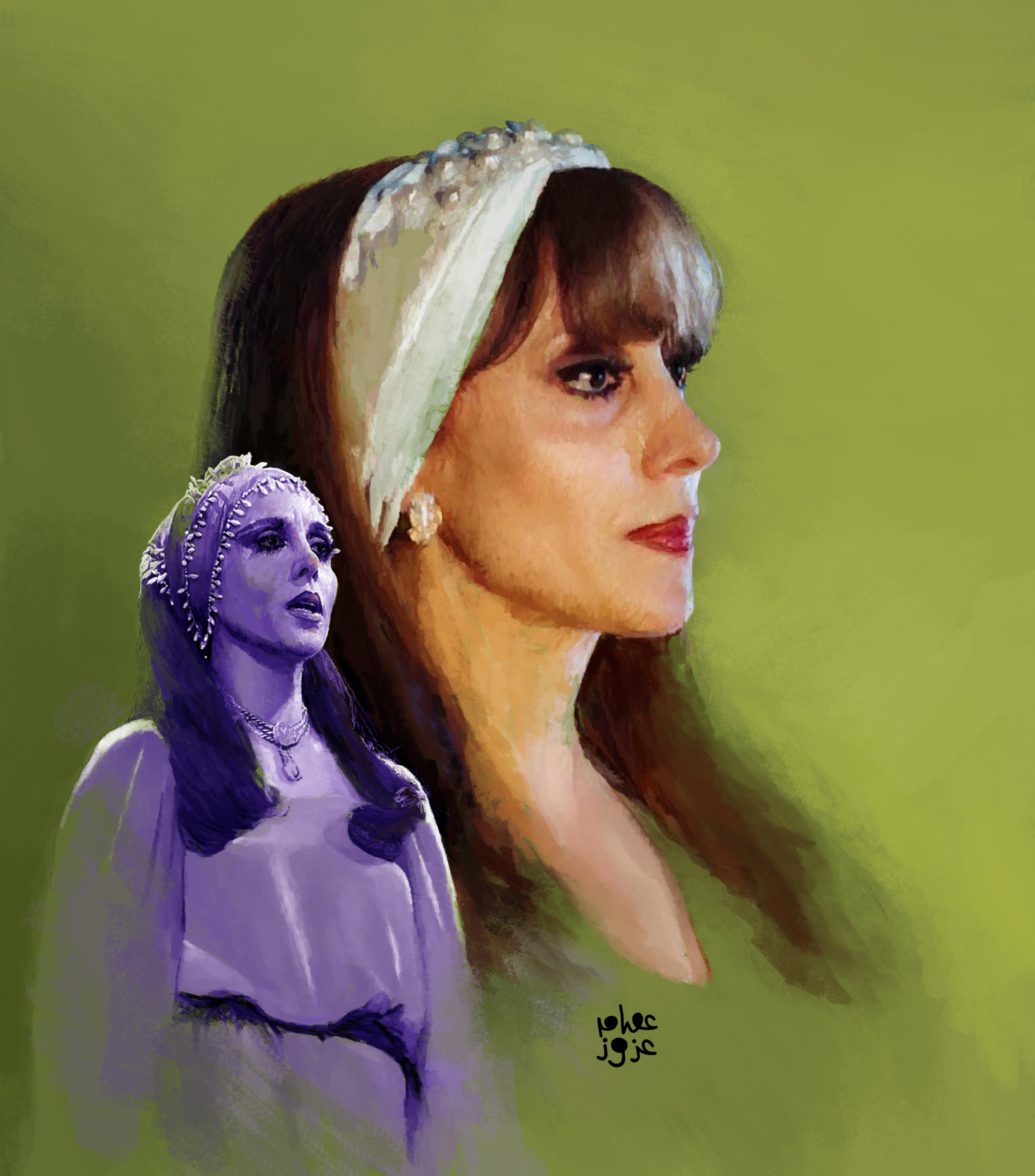
فيروز بريشة الفنان عصام عزوز

في تموز عام 2010؛ حكمت المحكمة اللبنانية بمنع فيروز من الغناء بناء على دعاوى أقامها ورثة منصور الرحباني ضد فيروز وإدارة (كازينو لبنان)، وشهدت عدة عواصم عربية اعتصامات تضامناً مع فيروز، ووصل العديد من الفنانين إلى بيروت للإعتصام كان أولهم الممثلة المصرية إلهام شاهين التي قالت أنها ستشارك في الاعتصام السلمي الصامت المقرر إقامته في العاصمة اللبنانية بيروت للإعلان عن الغضب الشعبي من منع المطربة فيروز من الغناء بحكم قضائي، وقالت إلهام شاهين إن فيروز ليست مطربة لبنانية عادية، وإنما شخصية فنية غير عادية أمتعت ملايين العرب على مدار عدة عقود، ولا يمكن أبدا السكوت على التعامل معها بتلك الطريقة المهينة لشخصها ولفنها وللفنانين عمومًا.
وكانت جمعيات لبنانية للنفع العام قد دعت إلى اعتصام سلمي في بيروت تضامنا مع فيروز بعد منعها من إعادة غناء مسرحية (يعيش يعيش) وعرضها على مسرح كازينو لبنان بسبب دعاوى قضائية حول ميراث عائلة الرحباني، وقال منظمو الاعتصام إنه سيكون سلميا صامتا لا يظهر فيه إلا صوت أغنيات فيروز عبر مكبرات الصوت، حمل المتظاهرون لافتات تنديد تعبر عن موقفهم من منع فيروز من الغناء، وارتدوا القمصان الصفراء وهو اللون المفضل لفيروز.
أما الإعلامية اللبنانية نضال الأحمدية فصرحت بإنها منزعجة بشدة من موقف الحكومة اللبنانية تجاه فيروز التي تُعد علما من أعلام الفن العربي، وسفيرة لبنان الأولى في العالم. أطلقت الإذاعة السورية حملة تضامنية مع فيروز سمتها (فيروز في القلب) قامت خلالها بتكثيف بث أغانيها، واستقبال إعلاميين وفنانين للمطالبة بوقف الدعاوى ضدها. كما أصدرت فيروز العديد من الأغاني الجديدة بالتعاون مع ابنها زياد الرحباني في مسرح البيال في بيروت عام 2010. وتصدرت أغانيها الجديدة مبيعات الألبومات بشكل ملفت.

## أعمالها الفنية

### الحفلات
أحيت فيروز العديد من الحفلات الغنائية داخل لبنان وخارجه في دول العالم العربي والغربي:
| السنة | الحدث |
| ----- | --- |
| 2011  | هولندا (امستردام)، ضمن فاعليات مهرجان "هولندا فيستيفال" نفذت التذاكر فور صدورها، حيث شهدت اقبالاً غير عادي من الجالية العربية والتي حضر بعضهم من دول أوروبية. |
| 2007  | اليونان، مسرح ايروديو أتيكو (اثينا). تعتبر فيروز أول فنانة عربية تغني في أثينا، غنت فيروز أمام 5 آلاف متفرج على مسرح ايروديو أتيكو تحت سفح معبد الأكروبولوس وسط أثينا، في مهرجان فني خيري لمساعدة الأطفال ضحايا الحروب في منطقة الشرق الأوسط، وذلك بدعوة من حركة سوزان مبارك الدولية للمرأة من اجل السلام ومعهد الطفل والأسرة في اليونان. حضر الحفل كل من سوزان مبارك قرينة الرئيس المصري الأسبق حسني مبارك، وقرينة رئيس الوزراء اليوناني، ورئيسة معهد الطفل والأسرة، ودورا باكوياني وزيرة الخارجية اليونانية وفاني بالي بيتراليا وزيرة السياحة وعدد كبير من الوزراء وأعضاء البرلمان اليوناني، وشخصيات دولية معروفة، بالاضافة إلى المئات من معجبي فيروز الذين وصلوا من بلدان أخرى وأماكن متفرقة من دول العالم. |
| 2006  | لبنان، مركز بيال (بيروت)، الإمارات العربية المتحدة، مسرح قصر الإمارات (أبو ظبي)، الإمارات العربية المتحدة، الجامعة الأمريكية (دبي). |
| 2005  | كندا، ساحة الفنون (مونتريال)، أقيم الحفل بتاريخ 12-13 فبراير. |
| 2004  | الأردن، مسرح جامعة عمان الأهلية (الأرينا)، أقيم الحفل بتاريخ 25 سبتمبر. |
| 2003  | الولايات المتحدة جولة غنائية من 11-23 أكتوبر شملت ثلاث مدن: أونكاسفيل، لوس أنجلوس، ديترويت. لبنان، مهرجانات بيت الدين. قطر، مسرح فندق الشيراتون (الدوحة). الإمارات العربية المتحدة، مسرح فندق شيراتون (دبي). |
| 2002  | لبنان، مهرجانات بيت الدين. فرنسا، قاعة سيلي بيال (باريس). الإمارات العربية المتحدة، الجامعة الأمريكية (دبي). |
| 2001  | لبنان، مهرجانات بيت الدين. سويسرا (بازل). الكويت (الكويت). الإمارات العربية المتحدة، الجامعة الأمريكية (دبي). |
| 2000  | لبنان، مهرجانات بيت الدين. |
| 1999  | سويسرا (بمناسبة الذكرى الخمسين لتأسيس الصليب الأحمر الدولي)، الولايات المتحدة، لاس فيغاس. الأردن، مسرح جامعة عمان الأهلية (الأرينا). |
| 1998  | تونس، قاعة المعارض (تونس). لبنان، مهرجان بعلبك الدولي . البحرين، قاعة المؤتمرات الدولية |
| 1997  | الإمارات العربية المتحدة، مركز دبي التجاري العالمي (دبي). |
| 1994  | لبنان، ساحة الشهداء (بيروت). المملكة المتحدة، قاعة الأولومبيا، لندن. |
| 1993  | الإمارات العربية المتحدة، مركز دبي التجاري العالمي (دبي). |
| 1992  | قطر، مسرح فندق الشيراتون (الدوحة)، كان دخول الحفل مجانا وببطاقات دعوة من رجل الأعمال حسين الفردان الذي أراد الاحتفال بالذكرى العشرين لتولي الشيخ خليفة آل ثاني مقاليد الحكم في قطر. |
| 1990  | الإمارات العربية المتحدة، مركز دبي التجاري العالمي (دبي). |
| 1989  | الكويت. مصر، مسرح الأهرام في القاهرة |
| 1987  | فرنسا، بيرسي (باريس). البحرين، قلعة عراد. الولايات المتحدة جولة غنائية شملت أربع مدن: واشنطن، نيويورك، بوسطن، ديترويت. |
| 1986  | المملكة المتحدة، كنيسة القديسة مارينا في مدينة وستمنستر. المملكة المتحدة، قاعة المهرجانات الملكية في لندن. |
| 1985  | الإمارات العربية المتحدة مسرح وزارة الثقافة في أبوظبي. سوريا، مهرجان بصرى الدولي. |
| 1984  | أستراليا، ملبورن وسيدني. |
| 1983  | الأردن، مهرجان جرش للثقافة والفنون في جرش |
| 1981  | الولايات المتحدة و كندا. جولة غنائية في أمريكا الشمالية من 2 أكتوبر - 22 نوفمبر، شملت المدن التالية: ميامي، واشنطن (حفلتين)، كليفلاند، نيويورك (حفلتين)، ديترويت، مونتريال، تورنتو، لوس انجلوس، سان فرانسيسكو، تكساس، بوسطن. |
| 1979  | الإمارات العربية المتحدة (الشارقة). فرنسا، مسرح الأولمبيا بباريس |
| 1978  | المملكة المتحدة، قاعة بالاديوم لندن، لندن. |
| 1976  | الكويت (الكويت). الأردن (عمان). سوريا (دمشق). مصر (القاهرة) |
| 1975  | المغرب (الرباط). العراق (بغداد). |
| 1971  | الولايات المتحدة، كندا. جولة في أمريكا الشمالية في عدد من المسارح والمراكز الثقافية شملت 12 مدينة وهي: نيويورك، بوسطن، مونتريال، ديترويت، شيكاغو (حفلتين)، كليفلاند، بيتسبرغ، هيوستن، أتلانتا، لوس أنجلوس، سان فرانسيسكو، ومدينة مكسيكو. |
| 1968  | الجزائر، تونس |
| 1967  | لبنان، مهرجانات الأرز الدولية. |
| 1966  | الكويت |
| 1965  | لبنان، مهرجانات بيت الدين. |
| 1964  | فلسطين، زارت فيروز القدس لترتل في المدينة الخالدة في مناسبة زيارة البابا للقدس، قام (إميل الخوري وخير الدين الحسيني) نائبا القدس بزيارة إلى بيروت ليسلما فيروز في مؤتمر صحفي مفتاح مدينة القدس من خشب الزيتون المقدس. |
| 1963  | الأردن، عمان |
| 1962  | المملكة المتحدة، قاعة ألبرت، لندن. |
| 1961  | البرازيل، الأرجنتين جولة في أمريكا الجنوبية شملت البرازيل والأرجنتين. سوريا، مهرجان دمشق الدولي. |
| 1960  | سوريا، مهرجان دمشق الدولي |
| 1959  | سوريا، مهرجان دمشق الدولي |
| 1957  | لبنان، مهرجان بعلبك الدولي، بيروت. |

### المسرحيات
أقيمت المسرحيات التي غنت فيها فيروز في عدة أماكن منها: كازينو لبنان ومهرجانات بعلبك الدولية ومهرجان دمشق الدولي ومهرجان صيدا ومسرح قصر البيكاديلي في بيروت والمدرج الروماني (عمان) بالأردن.
| التاريخ | المسرحية        | أماكن العرض                                                                        | ملاحظة |
| ------- | --------------- | ---------------------------------------------------------------------------------- | --- |
| 2006    | صح النوم        | مركز بيال في بيروت                                                                 | |
| 1977    | بترا            | المدرج الروماني (عمان)، مهرجان دمشق الدولي، مسرح البيكاديلي في بيروت، كازينو لبنان | مسرحية غنائية تاريخية تروي قصة مدينة البتراء في الأردن، حيث يذهب الملك لمحاربة الرومان ويترك الملكة شكيلا (فيروز) وابنته بترا في المدينة، يقوم رومانيان بزي تجار، بخطف بترا لكي يجبروا والدها على الانسحاب من الأراضي التي حررها، لكن الملكة لا تنصاع لرغبتهما فيقومان بقتل الطفلة. قدمت فيروز مجموعة من الأغاني منها: بكرا لما بيرجعوا الخيالة، وما نام الليل، وخدني يا حبيبي.                                                                             |
| 1975    | ميس الريم       | مسرح البيكاديلي في بيروت، مهرجان دمشق الدولي                                       | واحدة من أفضل الأعمال المسرحية التي قدمتها فيروز، تتحدث عن عاشقين يفترقان بسبب العداوة الموجودة بين عائلتيهما، وقيام زيون (فيروز) بمحاولة الإصلاح بينهما، قبل أن تجد نفسها متهمة من قبل كلا الطرفين بتصعيد الأمور بينهما. قدمت فيروز خلالها مجموعة من الأغاني كأغنية ستي يا ستي، سألتك حبيبي، آخر أيام الصيفية، حبوا بعضن، كنا نتلاقي من عشية، يا مختار المخاتير، يا مارق عالطواحين، هالسيارة مش عم تمشي.                                                   |
| 1974    | لولو            | مسرح البيكاديلي في بيروت، مهرجان دمشق الدولي                                       | |
| 1973    | قصيدة حب        | مهرجان بعلبك الدولي، مهرجان دمشق الدولي                                            | |
| 1973    | المحطة          | مسرح البيكاديلي في بيروت، مهرجان دمشق الدولي                                       | تبدأ المسرحية بسؤال وردة (فيروز) صاحبا حقل بطاطا عن موعد وصول القطار، وتخبرهما بأن حقلهما محطة قطار.واتهمت وردة من قبل رئيس البلدية، ورئيس الشرطة، ومعلم المدرسة بالكذب وإثارة الفوضى، في حين استغل أحد اللصوص فكرة وردة، وبدأ ببيع تذاكر وهمية، وفي النهاية يصل القطار ويصعد به الجميع باستثناء وردة لأنها لم تجد تذكرة. قدمت فيروز في هذه المسرحية باقة من الأغاني أبرزها ليالي الشمال الحزينة، يادرا دوري فينا، سألوني الناس، كان الزمان، ورجعت الشتوية. |
| 1972    | ناطورة المفاتيح | مهرجان بعلبك الدولي، مهرجان دمشق الدولي                                            | |
| 1971    | ناس من ورق      | مسرح البيكاديلي في بيروت، مهرجان دمشق الدولي                                       | |
| 1971    | صح النوم        | مسرح البيكاديلي في بيروت                                                           | |
| 1970    | صح النوم        | مهرجان دمشق الدولي                                                                 | |
| 1970    | يعيش يعيش       | مسرح البيكاديلي في بيروت                                                           | |
| 1969    | جبال الصوان     | مهرجان بعلبك الدولي، مهرجان دمشق الدولي                                            | |
| 1969    | الشخص           | مسرح البيكاديلي في بيروت                                                           | |
| 1968    | الشخص           | مهرجان دمشق الدولي                                                                 | |
| 1967    | هالة والملك     | مسرح البيكاديلي في بيروت، مهرجان دمشق الدولي، مهرجانات الأرز الدولية               | حولت المسرحية لاحقا لفيلم سينمائي بعنوان سيلينا. تتحدث المسرحية عن وصول هالة (فيروز) وأبيها هب الريح إلى سيلينا قادمين من ضيعة درج اللوز ليبيعا الأقنعة في العيد، لكن إلغاء الاحتفال يدفع الأب للذهاب لحانة، وتركها في الساحة تبيع الأقنعة. لكن أهل المدينة اعتقدوا بأنها الأميرة المنتظرة، وقاموا بإلباسها ثياب الملكة رغم محاولتها إخبارهم حقيقتها. |
| 1966    | أيام فخر الدين  | مهرجان بعلبك الدولي                                                                | |
| 1964    | بياع الخواتم    | مهرجانات الأرز الدولية                                                             | |
| 1963    | الليل والقنديل  | كازينو لبنان، مهرجان دمشق الدولي                                                   | مسرحية مميزة من أهم مسرحيات فيروز، تتحدث عن قصة منثورة (فيروز) التي تتولى عملية حراسة الخيمة التي تباع فيها قناديل الضيعة، حيث تجمع المال في كيس أبيض يعلق في زاوية الخيمة، وفي نهاية الموسم تُقْتَسَمُ الأموال بين الجميع. وقدمت فيروز فيها مجموعة كبيرة من الأغاني منها وضوي يا هالقنديل، عتم يا ليل، فايق عليي، يا أهالي الضيعة وغيرها. |
| 1962    | عودة العسكر     | مهرجان بعلبك الدولي                                                                | |
| 1962    | جسر القمر       | مهرجان بعلبك الدولي                                                                | |
| 1961    | البعلبكية       | مهرجان بعلبك الدولي                                                                | |
| 1959    | العرس في القرية | مهرجان بعلبك الدولي                                                                | |
| 1957    | أيام الحصاد     | مهرجان بعلبك الدولي                                                                | |

### الأفلام السنيمائية
- 1965: بياع الخواتم، تلعب فيروز في الفيلم دور ريما، وبمشاركة نصري شمس الدين، هدى حداد، فيلمون وهبي.[59]
- 1967: سفر برلك، تلعب فيروز في الفيلم دور عدلة، التي تعيش مع جدتها في ضيعة مجد الديب. وكانت تنتظر يوم خطبتها من حبيبها عبدو، وفي طريقه لشراء محابس الخطبة، قبض الجيش العثماني على عبدو، من أجل أن يعمل في تقطيع الحطب. ذهبت عدلة لتقتفي أثره إلى ضيعة عمتها في عين الجوز، واكتشفت هناك أن عمتها والمختار يساعدان في مقاومة الاحتلال.[60]
- 1968: بنت الحارس، يقرر الأهالي بإحدى القرى إقالة الحارسين اللذان يحرسا القرية، فتقرر نجمة (فيروز)، ابنة أحد هذان الحارسان، وضع حد لهذا الهرج في القرية فتتنكر في زي شاب ملثم يأتي كل ليلة إلى القرية في محاولة منها لتثبت للجميع أن الخطر في أي وقت ممكن أن يحدث. الفيلم بمشاركة نصري شمس الدين، إلياس رزق، ليلى كريم، رفيق سبيعي.[61]

### البرامج المتلفزة
- 1963: حكاية الإسوارة، برنامج تلفزيوني غنائي.[62]
- 1966: ليالي السعد، سهرة غنائية من إنتاج الاخوين الرحباني شاركت بها فيروز ونصري شمس الدين وجوزيف ناصيف إلى جانب عدد من الفنانين.
- 1971: دفاتر الليل، برنامج تلفزيوني غنائي لبناني قديم، إنتاج تلفزيون لبنان قدمته فيروز على شاشة تلفزيون لبنان. من تأليف الأخوين رحباني وإخراج أنطوان ريمي.
- مع الحكايات، برنامج تلفزيوني غنائي.
- سهرة الحب، برنامج تلفزيوني غنائي بالإشتراك مع وديع الصافي ونصري شمس الدين.
- قصيدة حب.
- ضيعة الأغاني.
- القدس في البال.

### السكتشات
السكتشات (المشاهد القصيرة) هي حوارات مسرحية أو مسرحية قصيرة يغلب عليها الطابع الهزلي لتقديم أفكار سريعة بصورة كوميدية.
- الناطور
- مسرح الضيعة
- رابوق
- عصفورتي
- بشتك بم
- جحا قال
- من خلف البرداية
- كاسر مزراب العين
- بارود اهربوا
- عودة إلى الصنوبر
- ورد وشبابيك
- ودتلك وردة حمرا
- ع طريق الطواحين
- غربال
- على درب الحب
- شروقي
- طل القمر عالجبال
- نورا
- إشاعة حب
- حكايات الربيع
- زرياب
- الحصاد
- المحاكمة
- أغاني أيلول
- أسرار البحر
- شط الحلوة
- ليالي نيسان
- نبع الصفصاف
- من الحكايات
- ضيعة الأغاني
- حصاد ورماح
- غرباء
- جسر العودة

### الموشحات
- الحب القديم
- الليالي ليالينا
- فاتر الألحاظ
- لاعب الريشة
- لوني الدنيا
- ما للهوى المنسي
- هل تستعاد

## الأغاني

### القصائد

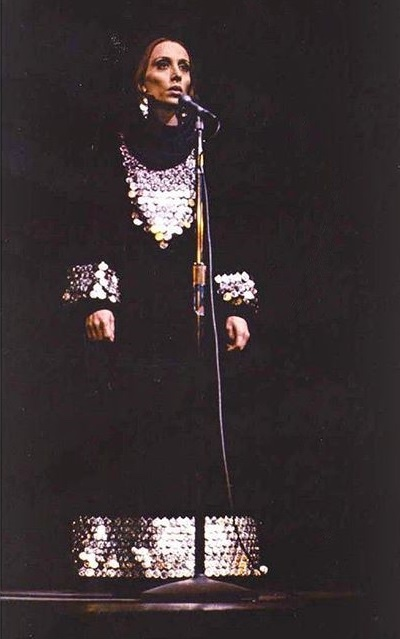
فيروز عام 1971

غنت فيروز العديد من القصائد لعدة شعراء، فبالإضافة إلى ابنها الشاعر زياد الرحباني الذي كان له النصيب الأكبر (بعد الأخوين رحباني) من القصائد التي كتبها لفيروز، غنت فيروز أيضًا من قصائد الشاعر اللبناني سعيد عقل أشهرها:
- سيفٌ فليشهر
- يارا
- بحبك ما بعرف
- أمي يا ملاكي
- شال
- أحب دمشق
- بالغار كللت
- أردن
- عمّان في القلب
- فتحهن عليي
- من روابينا القمر
- غنيت مكة
- مر بي
- نسمت
- قرأت مجدك
- شام يا ذا السيف
- سائليني
- قصيدة لبنان
- مشوار
- مرجوحه
- بحبك ما بعرف
- عمان أو هذا الضحى
- بيبقى المسا
- لمين الهدية

ومن أشعار جوزيف حرب غنت فيروز:
- هللو هللويا
- كنا نزين شجرة زعيرة
- عيد الدني
- تذكر يا حبيبي
- ملوك المجوس
- روح زورهن ببيتهن
- اسوارة العروس
- بليل وشتي
- أسامينا
- يا ريت منن
- لما عالباب
- فيكن تنسوا
- خليك بالبيت
- رح نبقى سوى
- لبيروت
- ما قدرت نسيت
- زعلي طوّل أنا وياك
- حبيتك تنسيت النوم
- البواب
- ورقو الأصفر
- طلعلي البكي

ومن أشعار شاعر المهجر جبران خليل جبران غنت فيروز:
- الأرض لكم
- يا بني أمي
- سكن الليل
- سفينتي بانتظاري
- أعطني الناي
- المحبة

### الألبومات الغنائية
- 1955: يسعد صباحك يا حلو
- 1957: راجعون
- 1962: الجمعة الحزينة - ترانيم دينية
- 1966: أندلسيات
- 1966: مهرجانات معرض دمشق الدولي
- 1966: فيروز والذكريات
- 1967: القدس في البال
- 1971: دبكة لبنان
- 1971: سهرة الحب
- 1972: ناس من ورق
- 1973: المحطة
- 1973: إيماني ساطع
- 1973: قصيدة حب
- 1975: كنا نتلاقى
- 1975: ميس الريم
- 1977: تراتيل الميلاد
- 1979: لبنان الحقيقي جايي
- 1979: وحدن
- 1980: دهب أيلول
- 1984: معرفتي فيك
- 1987: شط إسكندرية (فيروز تغني للأخوين رحباني)
- 1989: بليل وشتي
- 1989: في الروايال فستفال هول لندن
- 1991: كيفك أنت
- 1993: الأغاني الخالدة
- 1993: فيروز تغني فيلمون وهبي
- 1994: فيروز في أمريكا
- 1994: فيروز تغني زكي ناصيف
- 1994: يا رايح
- 1995: إلى عاصي
- 1995: يا ريت
- 1995: زوروني كل سنة مرة
- 1995: أنشودة الزمان
- 1996: دبكات 1
- 1996: اسهار
- 1996: مشوار
- 1997: في الأولمبيا (في باريس)
- 1997: أنا وسهرانة
- 1997: دبكات 2
- 1997: معكم
- 1998: سفيرة العرب
- 1999: مش كاين هيك تكون
- 1999: يا ترى نسينا
- 1999: معرفتي فيك
- 2002: ولا كيف
- 2010: إيه في أمل
- 2012: الحب القديم
- 2014: راجعون
- 2014: سهرة مع فيروز
- 2015: هموم الحب
- 2017: ببالي

### الأغاني الوطنية
غنت فيروز الكثير من الأغاني الوطنية للعديد من المدن العربية وتعد جميع أغاني فيروز الوطنية خاصة بشعوب دون ذكر الزعماء والقادة ولذلك أغاني فيروز الوطنية هي أكثر الأغاني الوطنية عمرا، وتكاد تكون فيروز هي الوحيدة من المغنين العرب الكبار التي لم تذكر الرؤساء والملوك في أغانيها الوطنية،[بحاجة لمصدر] وقد مُنعت أغانيها من البث لمدة سبعة أشهر في لبنان وذلك لرفضها الغناء للرئيس الجزائري (هواري بو مدين).[بحاجة لمصدر] كما ضمن لأغانيها الوطنية عمراً أطول من الأغاني الوطنية لكثير من المغنين الآخرين.[بحاجة لمصدر] غنّت فيروز للمدن العربيّة ولم تُغن لأشخاص فكانت أغنية (عمان في القلب) و (القدس) و (زهرة المدائن) و (شآم أهلك أحبابي).
لبنان
على مدى عقود، شكّلت أغاني فيروز حلقة وصل بين اللبنانيين خلال الحرب الأهلية الذين اختلفوا على كل شيء ولم يتفقوا الا على فيروز. أثناء الحرب الأهلية اللبنانية رفضت فيروز الغناء في لبنان لتجنّب أن تُحسب على منطقة دون أخرى، فيما بلدها ساحة صراع بين قوى طائفية، ورفضت أن تُجرّ إلى خصومات سياسية أو دينية. غنت فيروز (بحبك يا لبنان يا وطني بحبك) وهي الأغنية التي أبكت اللبنانيين في المهجر خلال الحرب الأهلية التي استمرت خمسة عشر عامًا.
لم تترك فيروز لبنان في الحرب اللبنانية؛ بل ظلت فيه رافضة النزوح منه، وحتى حين فقدت ابنتها ليال بعد أن تعرض منزلها لقصف صاروخي ظلت على موقفها.
وبقيت فيروز طيلة فترة الحرب منقطعة عن الغناء في لبنان.[بحاجة لمصدر]
القضية الفلسطينية
في عام 1964، زارت فيروز مدينة القدس للمرّة الأولى التي كانت آنذاك تحت إدارة السلطات الأردنية وسارت في شوارع المدينة، وتروي فيروز أن امرأةً مقدسية اقتربت منها في أحد الأحياء وحكت لها عن المعاناة من اللجوء والاحتلال، وعن أوضاع القدس والناس، فكان لذلك أثرٌ بالغ في نفسها ولم تتمالك نفسها من البكاء. أمّا المرأة المقدسيّة، فقد هالها أن تُحزن فيروز بكلامها، فسارعت إلى إهدائها إناءً للأزهار تخفيفاً عنها، وذكرى من مدينة القدس التي تحبّها.
ولاحقاً، أخبرت فيروز زوجها عاصي الرحباني بما حدث معها، فكان أن كتب الأخوان ولحّنا من وحي تلك الحادثة أغنية «القدس العتيقة»، والتي صوّرتها لتلفزيون لبنان عام 1966، لابسةً الزيّ الفلسطيني والمنديل الأبيض.
كان هذه الأغنية عن تجربة ذاتية لفيروز، ناتجة عن تماس مع القدس والأشخاص الحقيقيين الذي يسكنون في المدينة بشكل يومي. تحكي الأغنية عن حق المقدسيين العاديين في مدينتهم وبلادهم وغنت فيروز عن «الشوارع، الابواب، الشبابيك، الناس الناطرين، الدكاكين، العيون الحزينة وامتلئت الأغنية بمفردات الحياة اليومية البسيطة في المدينة. غنت فيروز العديد من الأغاني للقضية الفلسطينية والقدس أشهرها: راجعون، القدس العتيقة، أجراس العودة، خذوني إلى بيسان، جسر العودة، يا ربوع بلادي، يافا، سنرجع يومًا إلى حيفا، وحدُن بيبقوا مثل زهر البيلسان، وبعد هزيمة 1967 واحتلال الضفة الغربية بما فيها القدس وقطاع غزة غنّت فيروز أغنية «زهرة المدائن» التي لا زالت الأغنية الأكثر شهرة التي غنتها عن مدينة القدس.
وفي عام 2018 طرحت فيروز عبر قناتها الرسمية على يوتيوب أغنية جديدة تغني فيها للقدس، بعد أحداث نقل السفارة الأمريكية للقدس وتحمل اسم (إلى متى يارب)، والأغنية تحمل طابع الترانيم الدينية، وهي من إنتاج وإخراج ابنتها ريما، وظهرت فيروز في مقطع الفيديو وهي تغني الأغنية مرتدية ثوبا أسود، بينما ظهرت في الخلفية صور للمسيح، وصور أخرى من المواجهات بين الفلسطينيين والجيش الإسرائيلي في قطاع غزة.
الأردن
شكلت فيروز بالنسبة للجمهور الأردني ذاكرة ووطن ولم تغب يوماً عن الأردن. قدمت فيروز أول أغانيها عن الأردن في حفل افتتاح الإذاعة الأردنية في عمان 1959 وكانت بعنوان (أنا والمساء) وقدمها للمستمعين مدير الإذاعة حينها والوزير لاحقا صلاح أبو زيد.
وفي العام 1963 حضرت فيروز إلى الأردن وغنت في عمان والقدس أوباريت بعنوان (حكاية الأردن.. حصاد ورماح) من كلمات وألحان الأخوين رحباني، غنت فيروز أيضا أغنية (أردن أرض العزم) من ألحان محمد عبد الوهاب والتي صارت على لسان وفي قلب وضمير كل أردني يعشق وطنه وجمال وطنه. وبعد نصر معركة الكرامة قدمت فيروز أغنية (القصة الأخيرة)، وعندما توفي وصفي التل لم يجد مذيع الأخبار في الإذاعة الأردنية سوى أغنية فيروز أن يذيعها وهي (موطن المجد) والتي كانت من الأغاني المفضلة لوصفي. غنت فيروز أيضًا للأردن أغنية (عمان في القلب) وأغنية (عمان أو هذا الضحى) من كلمات الشاعر سعيد عقل.
بعض الأغاني الوطنية
- زهرة المدائن
- غنيت مكة
- بحبك يا لبنان
- ياحرية
- القدس العتيقة
- وطني
- أنا لا أنساك فلسطين
- سلامي لكم يا أهل الأرض المحتلة
- يا هوى بيروت
- من قلبي سلام لبيروت
- لبنان يا أخضر لونك حلو
- بتذكر يا حبيبي
- احكيلي عن بلدي
- بتلوج الدني
- بيقولوا صغير بلدي
- بيروت هل ذرفت
- يامينا الحبايب
- حملت بيروت
- رح نبقى سوا
- الآن الآن وليس غدا
- احترف الحزن والانتظار
- جسر العودة
- يا جسرا خشبيا
- بيسان
- سنرجع يوما
- يافا
- أذكر يوما
- البواب
- يا مال الشام
- إلى دمشق
- يا شام عاد الصيف
- نسمت من صوب سوريا
- سائلني عن الشام
- قرأت مجدك
- شام يا ذا السيف
- مصر عادت شمسك ذهب
- شط الإسكندرية
- أهو ده الي صار
- أردن أرض العزم
- عمان في القلب
- أنا والمساء والأردن
- موطن المجد
- بلادنا لنا
- يا شباب البلاد
- فتاة سوريا
- الصحارى
- ذكرى بردى
- بغداد والشعراء
- إليك من لبنان يا تونس الشقيقة
- رسالة إلى جميلة
- مرحبا عيد بلادي
- العيد يروي الكويت
- في ربوع الجهراء
- قصيدة الإمارات
- باريس
- بيتي صغير بكندا
- الأرض لكم
- ماذا بعد قتال اثنين
- يا زمان الوصل بالأندلس
- أذكر الأندلس
- عإسمك غنيت عإسمك راح غني
- نسم علينا الهوا

## حياتها الخاصة

### عائلتها
يعود نسب والدها وديع حداد إلى مدينة ماردين في الجنوب الشرقي من تركيا. نزح والدها مع عائلته إلى لبنان إلى حي «زقاق البلاط» وسط بيروت، وعمل في مطبعة الجريدة اللبنانية لوريون لوجور التي لا زالت تصدر حتى اليوم باللغة الفرنسية ببيروت. والدتها لبنانية مسيحية مارونية تدعى ليزا البستاني من قرية اسمها «دبيّة» في قضاء الشوف؛ توفيت عام 1961 في نفس اليوم الذي سجلت فيه فيرُوز أغنية «يا جارة الوادي» وكان عمرها لا يتجاوز 45 عامًا.
شقيقة فيروز هي المغنية والممثلة هدى حداد التي شاركت فيروز في بعض الأعمال مثل مسرحية ميس الريم عام 1975، بالإضافة إلى آمال وجوزيف شقيقها الأصغر.

### زواجها

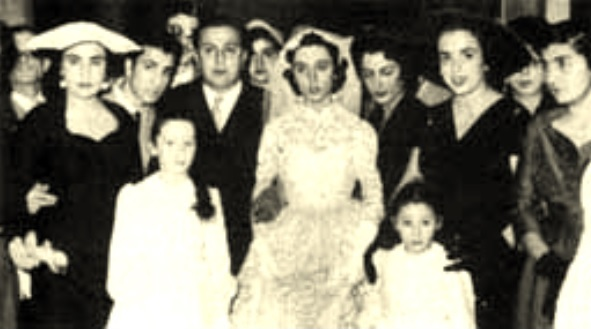
حفل زفاف فيروز وعاصي الرحباني

تزوجت فيروز من عاصي الرحباني في عام 1954 وأنجبت منه: زياد عام 1956 (صحفي وكاتب وملحن ومغني)، هالي عام 1958، ليال عام 1960 التي توفيت عام 1988 بسكتة دماغية عندما كانت في الـ 29 من عمرها). وريما عام 1965 (كاتبة ومخرجة).
لكن هذا الزواج لم يستمر، وانتهى بالإنفصال عام 1978. يذكر أنه عقب زواجها من عاصي الرحباني تحولت فيرُوز إلى الكنيسة الأرثوذكسية الشرقية. كما لم تتزوج فيروز بعد وفاة زوجها عام 1986.

### الظهور الإعلامي
تبتعد فيروز عن الإطلالات الإعلامية وإعطاء تصاريح شخصية أو سياسية. مع هذا، ركّز بعض الإعلام على حياة ومواقف فيروز. لم تسلم مواقف فيروز السياسية من نقد بعض المجموعات. فمثلاً تعرضت للنقد من جماعات معادية لنظام البعث الحاكم بسوريا عندما غنّت فيروز في دمشق عام 2008.[بحاجة لمصدر] وفي أواخر عام 2013، صرح ابنها زياد بحب والدته للسيد حسن نصر الله، مما أثار ردود فعل إعلامية؛ الأمر الذي أثار ضجة دعت ابنة فيروز ريما الرحباني والناطقة باسمها بإصدار بيان إلى مَن أسمتهم بـ«أصدقائها الفيروزيين فقط لا غير»، مؤكّدة لهم بأنّها تعرف بأنّ الحملة الإعلاميّة الأخيرة الناتجة عن تصريحات زياد عن لسان فيروز قد ضايقتهم وتركت عندهم تساؤلات كثيرة، ولكنّها دعتهم إلى عدم انتظار ردّ من فيروز، لأنّهم (على حدّ قولها) يعرفون بأنّ فيروز إلتزمت عدم الردّ منذ زمن طويل ومهما كلّف الأمر، فكيف إذا كان هذا الأمر متعلّقًا بزياد تحديدًا. وتابعت قائلةً:
| فيروز (مغنية) | أؤكّد لكم من موقعي، ومن هذا البيت، ومن حرصي وواجبي على المحافظة على احترام فيروز لاسمها، ومسيرتها، ورسالتها، وأعمالها، وماضيها، وحاضرها، وأسلوبها بالتعاطي مع الأمور، فإنّ هذا الموضوع وكل المواضيع والتصريحات السابقة السياسية وغير السياسية التي تناولت فيروز، لا تتعدّى كونها تكهنّات وتركيبات زيادية على حساب فيروز فقط لا غير، فلا تزعلوا، لأن مصير هذه الحملة سيكون مثل كل الحملات التي سبقتها، وهو معلوم | فيروز (مغنية) |

العديد من أعمالها عبارة عن أغاني حنين إلى الحياة في القرية، والوطن، والحب. على الرغم من أنها أكدت دائمًا أن أغانيها ليست سياسية، إلا أن الأوقات التي غنت فيها ربطت العديد من الألحان والقصائد بالأوضاع الاجتماعية والسياسية في ذلك الوقت. تعترف فيروز بأن العديد من أغانيها قد فُسرت سياسيًا قائلة: يشرح الجميع الأغنية وفقًا لمواقفهم أو مشاعرهم، اختياري للموسيقى مرتبط دائمًا بالحب وليس بالسياسة.

## الألقاب والأوسمة والجوائز

### الأوسمة
نالت فيروز العديد من الأوسمة والميداليات، كرمها رؤساء الدول والملوك والسياسيين البارزين في عدة مناسبات، تقديرًا لمسيرتها الفنية المتميزة وعطائها الفني وصوتها الذي أطرب آذان المستمعين في كل مكان:
- 1957  لبنان: فارس وسام الشرف من الرئيس اللبناني كميل شمعون وهو أعلى وسام في لبنان.
- 1962  لبنان: وسام الاستحقاق من الرئيس اللبناني فؤاد شهاب.
- 1963  الأردن: ميدالية الكرامة ووسام النهضة الأردني من الدرجة الأولى من الملك الحسين ملك الأردن.
- 1963  لبنان: وسام الأرز أعلى وسام في لبنان من الرئيس اللبناني فؤاد شهاب.
- 1967  سوريا: وسام الاستحقاق من الدرجة الممتازة من الرئيس السوري نور الدين الأتاسي.[84]
- 1968  فلسطين: مفتاح مدينة القدس الصادرة عن لجنة الثقافة.
- 1970  لبنان: وسام جوقة الشرف من الرئيس سليمان فرنجية.
- 1975  الأردن: ميدالية الشرف الذهبية من الملك الحسين ملك الأردن.
- 1988  فرنسا: وسام قائد الفنون والآداب من الرئيس الفرنسي فرانسوا ميتران.
- 1997  تونس: وسام الاستحقاق الوطني في قطاع الثقافة من أرفع درجة من الرئيس التونسي زين العابدين بن علي.
- 1998  فرنسا: فارس وسام جوقة الشرف من الرئيس الفرنسي جاك شيراك.
- 1998  الأردن: وسام التميز من الملك الحسين بن طلال.
- 1999  الولايات المتحدة: مفتاح مدينة لاس فيغاس من عمدة المدينة افيرتي جونز.
- 1999  الأمم المتحدة: اختار الصَّليب الأحمر الدّولي فيروز كسفيرةٍ لتمثِّل العربَ مع أهم عشر شخصيات بالعالم ومن بينهم كوفي عنان، في العيد الخمسين لاتفاقية جنيف حيث غنَّت "الأرض لكم" هناك عوضاً عن إلقاء كلمة.
- 2008  مصر: كرمت من قبل أكاديمية الفنون المصرية.[85]
- 2020  فرنسا: وسام جوقة الشرف من الرئيس الفرنسي إيمانويل ماكرون.[86]

### الالقاب
- 2012  الأردن: سفيرة الفنانين العرب من ملتقى الاعلاميين الشباب العرب الذي عقد في عمان.[87]

### الجوائز
- 1961  سوريا: صدرت طوابع بريدية تذكارية عليها صورة فيروز كنوع من التكريم.[4]
- 2005  لبنان: الدكتوراه الفخرية من الجامعة الأميركية في بيروت
- 1997  فلسطين: جائزة القدس التي تمنحها لجنة الثقافة والفنون في القدس.[83]

## أوليات فيروز الفنية
- أول فنانة تغني في الإذاعة اللبنانية بعد الاستقلال .
- أول فنانة عربية تبيع أكثر من 150 مليون نسخة حول العالم .
- أول من أدخل المسرحية الغنائية الحديثة في الشرق الأوسط.
- أول فنانة عربية تُقدّم فيلم غنائي هو بياع الخواتم 1964.
- أول صوت عربي يُبث في الفضاء ، في 2008 اختارت وكالة ناسا إحدى أغاني فيروز لتُبث ضمن مهمة فضائية، لتكون أول صوت عربي يُرسل إلى الفضاء.
- أول فنانة عربية تُمنح أعلى وسام في فرنسا (جوقة شرف).
- أول فنانة عربية تمنح مفاتيح مدن كـ مفتاح مدينة لاس فيغاس الصادر من عمدة المدينة ،  ومفتاح مدينة القدس عام 1968 من نائب المدينة.
- أول فنانة عربية تغني في المملكة المتحدة في مسرح Royal Festival Hall - لندن .
- أول فنانة في الشرق الأوسط تغني في مبنى الأمم المتحدة قاعة Carnegie Hall وLincoln Center - نيويورك.
- أول فنانة لبنانية تغني في فرنسا في المسرح العريق الأولمبيا .
- أول فنانة عربية تُغنّى أعمالها في الفاتيكان (1977).
- أول فنانة تغني في المهرجانات الغنائية اللبنانية مثل مهرجان بعلبك الدولي ومهرجان الأرز الدولي.
- أول صوت نسائي غنى في دمشق عبر إذاعة دمشق .
- أول مطربة عربية ظهرت على شاشة التلفزيون السعودي عام 1966 في عمل غنائي بعنوان «غنّيت مكة» من كلمات الشاعر سعيد عقل.
- أول مطربة عربية تُوظّف موسيقى غربية بأسلوب عربي شعبي معناه، عبر التعاون مع الأخوين رحباني .
- أول فنانة عربية تُكرّم بالدرجات الفخرية الأكاديمية في العالم العربي من الجامعة الأميركية في بيروت (دكتوراه فخرية) عام 2005.
- أول مطربة عربية تُدرس موسيقاها في جامعات عالمية مثل هارفارد وأوكسفورد ، قامت بتحليل أعمال فيروز ضمن مناهج الموسيقى والمسرح الشرقي والغربي.

## فيروز في الأدب والثقافة

### الأفلام الوثائقية
صدرت عدة أفلام وثائقية عن حياة فيروز، سلطت الضوء على أبرز المحطات في مسيرتها الفنية وحفلاتها والجولات الغنائية التي قامت بها وحياتها الخاصة وزواجها أهمها:
- 1971: وثائقي بعنوان (فيروز في أمريكا)، تغطية لأول جولة رئيسية لفيروز في أمريكا الشمالية.[62]
- 1998: وثائقي بعنوان (تاريخ فيروز ولبنان)، يتحدث الفيلم عن طفولة فيروز ونشأتها المتواضعة، والصيف الذي أمضته في قرية جدتها الجبلية، وبدايتها في الإذاعة اللبنانية، والرحلة الطويلة مع عاصي ومنصور الرحباني، والحرب الأهلية وانتهاءها. يحكي الفيلم قصة لبنان من خلال صوت فيروز، وهو جزء من فسيفساء التاريخ اللبناني. من إخراج فريدريك ميتران.[62][88]
- 1999: وثائقي عن كواليس حفلة فيروز التاريخية في لاس فيغاس. يظهر الفيلم مشاهد لفيروز بينما تستعد هي والوفد المرافق لها للحدث الكبير. تشمل المشاهد التدريبات، وإعداد المسرح، وحفل استقبال خاص لتكريم فيروز، بالإضافة إلى زياراتها إلى مناطق الجذب المحلية. إخراج ريما الرحباني.[62]
- 2003: فيلم وثائقي يظهر سكان بيروت وهم يتحدثون عن حبهم للمغنية فيروز. من إخراج جاك جانسن.[62][89]
- 2009: فيلم وثائقي (كانت حكاية) من إخراج ريما الرحباني يتحدث عن عاصي وفيروز وقامت بإنتاجه في الذكرى الثالثة والعشرين لوفاة والدها.[90]
- 2017: وثائقي عن حياة فيروز بعنوان (رحلة في ذاكرة التلفزة) من إنتاج قناة الوطنية التونسية.
- وثائقي (حياة فيروز) من إنتاج القناة الثامنة الفرنسية.[91]
- وثائقي (جارة القمر) فيروز من إنتاج قناة الجزيرة.[92]

### كتب ومؤلفات
- 2018: كتاب (فيروز سفيرة المحبة) للكاتب زياد جمال حداد، صدر عن دار ورد الأردنية للنشر والتوزيع. يتكون الكتاب من عدة فصول ويتضمن دراسة شاملة عن ظاهرة الفنانة فيروز، يغطي الفصل الأول حياة فيروز بكل جوانبها العائلية، والاجتماعية والفنية فيما يلقي الفصل الثاني الضوء على ظاهرة «الأخوين رحباني» وكان التركيز في هذا الفصل على عاصي الرحباني الزوج والذي كان الرقم الصعب في لغز شخصية «الأخوين رحباني».[93]
- 2023: إصدار خاص من دورية «أفق» بعنوان «وطن اسمه فيروز»، أطلقته مؤسسة الفكر العربي، احتوى هذا العدد الخاص على مجموعة من المقالات الشهادات تناولت عدة محطات من حياة ومسيرة فيروز ورحلتها الفنية فضلا عن الشخصيات التي أدتها فيروز في الأعمال الدرامية.[94]

### في الشعر
كتب الشاعر اللبناني طليع حمدان قصيدة باللهجة العامية اللبنانية أهداها إلى فيروز يقول فيها:

## قالوا عنها
- نزار قباني: صوت فيروز هو أجمل ما سمعت في حياتي، كما أنه نسيج وحده في الشرق والغرب، وإنها رسالة حب من كوكب آخر، غرتنا بالنشوة والوجود، وكل الأسماء والتعابير تبقى عاجزة عن وصفها لأنها وحدها مصدر الطيبة.[96]
- محمود درويش: فيروز ظاهرة طبيعية، وبعد ماريا أندرسون، لم أعرف صوتا كصوتها، وهو صوت أكبر من ذاكرتنا، وفيروز ليست فقط سفيرة لبنان إلى النجوم، لكنها رمز لمجموعات ترفض أن تموت، ولن تموت.[96]
- محمد عبد الوهاب: فيروز معجزة لبنانية، ولم يعرف الغناء صوتًا أرق من صوتها ولا أجمل، صوتها كخيوط الحرير، وأشعة الفضة، كما أنه لم يحدث أبدًا أن استطاع شاعر غنائي أن يؤدى الشيء الذي قدر عليه الأخوين الرحباني، من سرعة في إيصال الكلام، كلام سريع، موسيقى سريعة وممتعة، وفيروز كل هذا.. جملة واحدة استطاعت أن تشكل هذه المعجزة الغنائية.[96]
- منصور الرحباني: منذ إطلالتها الأولى قبل نصف قرن، جاءت متوجة، إضافة إلى جمال صوتها وموهبتها الواضحة، فهي ظاهرة لن تتكرر، لأن صوتها مميز وإطلالته مميزة، وكل ما جاء في هذا الصوت من خوارق، وما خلف هذا الصوت من صقل، وتجارب خضع لها، جعل منها رمزًا من رموز العصر، تأثر به الناس، وحتى الشعراء في لبنان والعالم العربي، لأنه لم يكن مجرد صوت.[96]

## معرض الصور

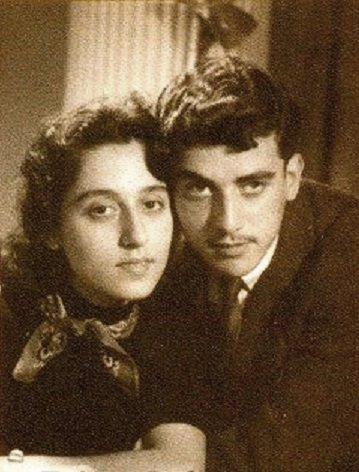
فيروز مع شقيقها الأصغر جوزيف عام 1953
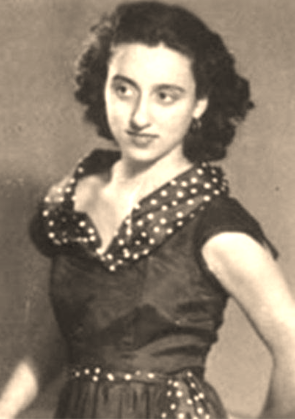
فيروز عام 1963
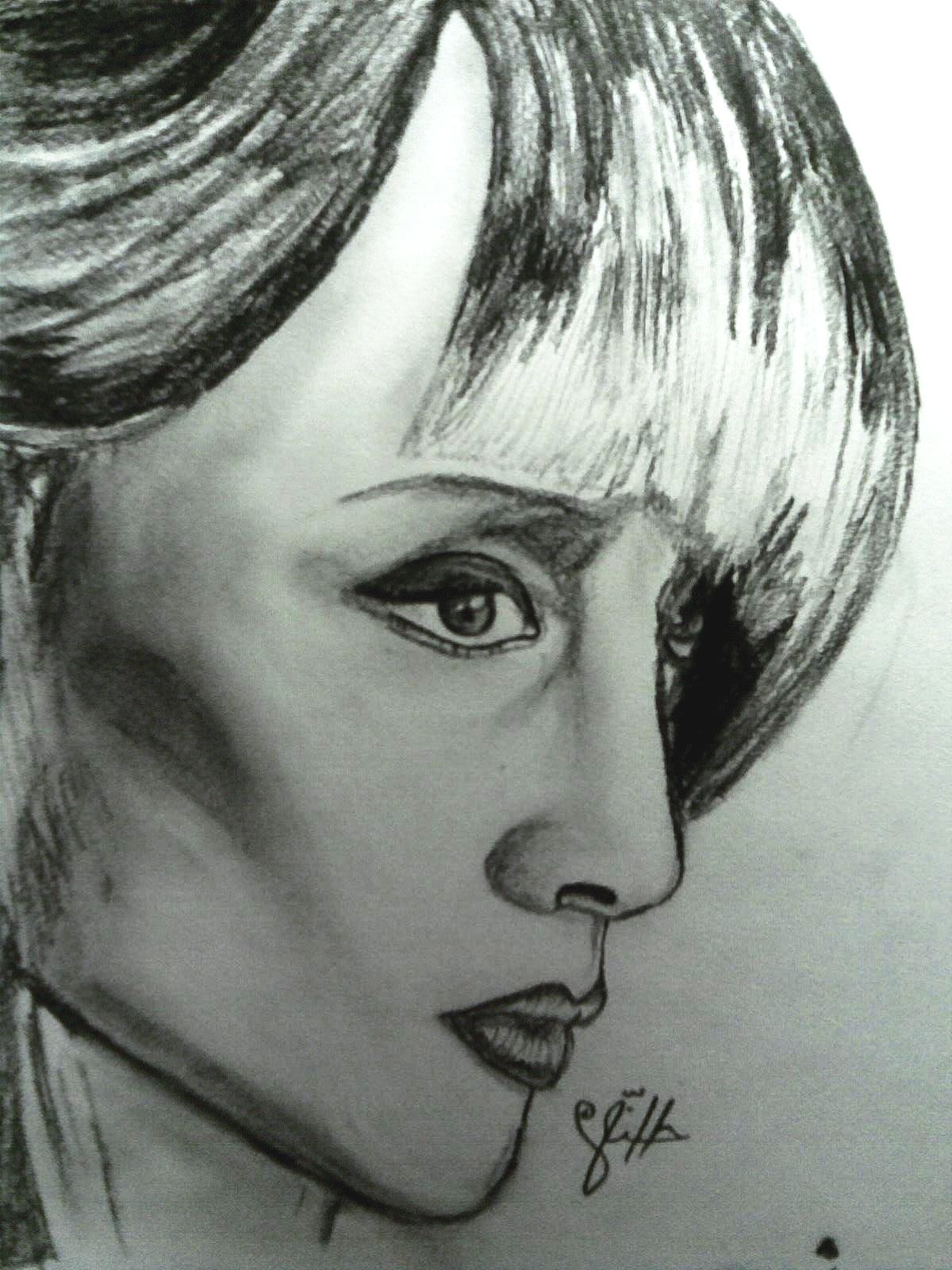
فيروز بريشة الفنان حنا عصفور
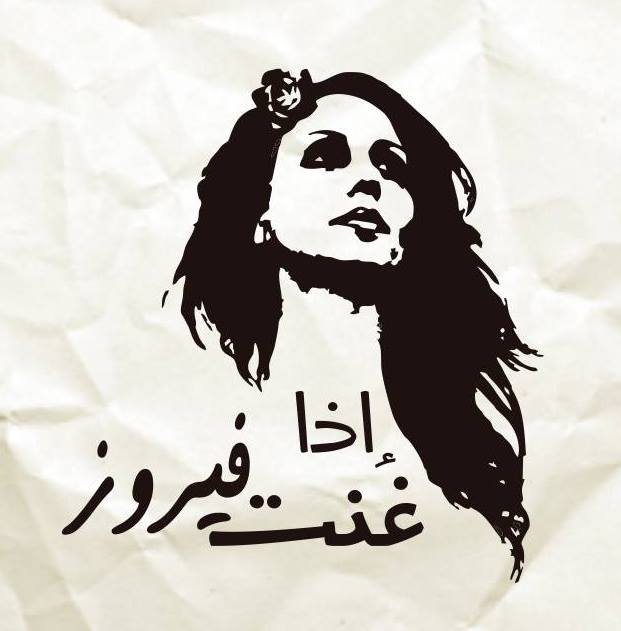

## وصلات خارجية
- فيروز على موقع IMDb (الإنجليزية)
- فيروز على موقع الموسوعة البريطانية (الإنجليزية)
- فيروز على موقع قاعدة بيانات الأفلام العربية
- فيروز على موقع ميوزك برينز (الإنجليزية)
- فيروز على موقع أول ميوزيك (الإنجليزية)
- فيروز على موقع ديسكوغز (الإنجليزية)
- فيروز على موقع قاعدة بيانات الفيلم (الإنجليزية)
- فيروز على موقع كينوبويسك (الروسية)